# Luís de Camões
Luís Vaz de Camões (Lisboa, c. 1524 – Lisboa, 10 de junho de 1579 ou 1580) foi um poeta e soldado português, considerado o poeta nacional de Portugal, o maior representante do renascimento português, o escritor mais importante da língua portuguesa e um dos grandes expoentes da literatura ocidental, famoso por sua epopeia Os Lusíadas (1572) e por seus sonetos (editados, postumamente, com outros poemas líricos do autor nas Rimas, em 1595).
Pouco se sabe com certeza sobre a sua vida. Aparentemente nasceu em Lisboa, de uma família da pequena nobreza. Sobre a sua infância tudo é conjetura mas, ainda jovem, teria recebido uma sólida educação nos moldes clássicos, dominando o latim e conhecendo a literatura e a história antigas e modernas. Pode ter estudado na Universidade de Coimbra, mas a sua passagem pela escola não é documentada. Frequentou a corte de D. João III, iniciou a sua carreira como poeta lírico e envolveu-se, como narra a tradição, em amores com damas da nobreza e possivelmente plebeias, além de levar uma vida boémia e turbulenta. Diz-se que, por conta de um amor frustrado, autoexilou-se em África, alistado como militar, onde perdeu um olho em batalha. Voltando a Portugal, feriu um servo do Paço e foi preso. Perdoado, partiu para o Oriente em 1553. Passando lá vários anos, enfrentou uma série de adversidades, foi preso várias vezes, combateu ao lado das forças portuguesas e escreveu a sua obra mais conhecida, a epopeia nacionalista Os Lusíadas. De volta ao Reino, publicou a sua epopeia e recebeu uma pequena pensão do rei D. Sebastião pelos serviços prestados à Coroa, mas nos seus anos finais parece ter enfrentado dificuldades para se manter.
Logo após a sua morte, a sua obra lírica foi reunida na coletânea Rimas, tendo deixado também três obras de teatro. Enquanto viveu, queixou-se várias vezes de alegadas injustiças que sofrera, e da escassa atenção que a sua obra recebia, mas pouco depois de falecer a sua poesia começou a ser reconhecida como valiosa e de alto padrão estético por vários nomes importantes da literatura europeia, ganhando prestígio sempre crescente entre o público e os conhecedores e influenciando gerações de poetas em vários países. Camões foi um renovador da língua portuguesa e fixou-lhe um duradouro cânone; tornou-se um dos mais fortes símbolos de identidade da sua pátria e é uma referência para toda a comunidade lusófona internacional. Hoje a sua fama está solidamente estabelecida e é considerado um dos grandes vultos literários da tradição ocidental, sendo traduzido para várias línguas e tornando-se objeto de uma vasta quantidade de estudos críticos e de variada receção artística.

## Vida

### Origens e juventude

Brasão de armas de Luís de Camões com o tradicional serpe que na tradição portuguesa já estava presente nos símbolos dos Lusitanos na era Romana.

Boa parte das informações sobre a biografia de Camões suscita dúvidas e, provavelmente, muito do que sobre ele circula não é mais do que o típico folclore que se forma em torno de uma figura célebre. São documentadas apenas umas poucas datas que balizam a sua trajetória. A partir das informações transmitidas pelos seus primeiros biógrafos, geralmente é aceite que a Casa ancestral dos Camões tinha as suas origens na Galiza. Por via paterna, Luís de Camões seria descendente de Vasco Pires (ou Perez) de Camões, trovador e fidalgo, que se mudou para Portugal no tempo de D. Fernando I, e por seus serviços militares recebeu do rei benefícios, cargos e terras, e cujas poesias, de índole nacionalista, contribuíram para afastar a influência bretã e italiana e conformar um estilo trovadoresco nacional.
Antão Vaz de Camões, filho de Vasco Pires, serviu no mar Vermelho, vindo a casar-se com D. Guiomar da Gama, aparentada com Vasco da Gama. Desse casamento nasceram Simão Vaz de Camões, que serviu na Marinha Real e fez comércio na Guiné e na Índia, e outro irmão, Bento, que seguiu a carreira das Letras e do sacerdócio, ingressando no Mosteiro de Santa Cruz dos Agostinhos, prestigiada escola para muitos jovens fidalgos portugueses. Simão casou com Ana de Sá e Macedo, também de família fidalga, oriunda de Santarém. O seu filho único, Luís Vaz de Camões, segundo Jayne Fernandes e alguns outros autores, teria nascido em Lisboa, em 1524. Mário Sá deduziu que Camões teria nascido no dia 23 de Janeiro de 1524 Juliano (ou 2 de Fevereiro de 1524 Gregoriano), baseando-se no soneto "O dia em que nasci" atribuído a Camões e na data de um eclipse ocorrido em 1525, mas muitos comentadores, entre os quais Hernâni Cidade, duvidando da exegese feita ao soneto camoniano, contestaram essa inferência. Três anos depois, estando a cidade ameaçada pela peste, a família mudou-se, acompanhando a corte, para Coimbra. Entretanto, outras cidades reivindicam a honra de ser o seu berço: Coimbra, Santarém e Alenquer. Apesar de os primeiros biógrafos de Camões, Severim de Faria e Manoel Correa, terem inicialmente dado o seu ano de nascimento como 1517, registos das Listas da Casa da Índia, mais tarde consultados por Manuel de Faria e Sousa, parecem estabelecer que Camões nasceu efectivamente em Lisboa, em 1524. Os argumentos para tirar a sua naturalidade de Lisboa são fracos; mas esta tampouco está completamente fora de dúvida, e por isso seu local e data de nascimento são considerados incertos.
Sobre a sua infância permanece a incógnita. Aos doze ou treze anos teria sido protegido e educado pelo seu tio Bento que o encaminhou para Coimbra para estudar. Diz a tradição que foi um estudante indisciplinado, mas ávido pelo conhecimento, interessando-se pela história, cosmografia e literatura clássica e moderna. Contudo, o seu nome não consta dos registos da Universidade de Coimbra, mas é certo, a partir do seu elaborado estilo e da profusão de citações eruditas que aparecem nas suas obras, que, de alguma forma, recebeu uma sólida educação. É possível que o próprio tio o tenha instruído, sendo a essa altura chanceler da Universidade e prior do Mosteiro de Santa Cruz, ou tenha estudado no colégio do mosteiro. Com cerca de vinte anos ter-se-ia transferido para Lisboa, antes de concluir os estudos. A sua família era pobre, mas sendo fidalga, pôde ser admitido e estabelecer contactos intelectuais frutíferos na corte de D. João III, iniciando-se na poesia.
Foi aventado que ganhava a vida como precetor de Francisco, filho do Conde de Linhares, D. António de Noronha, mas hoje em dia isso parece pouco plausível. Conta-se também que levava uma vida boémia, frequentando tavernas e envolvendo-se em arruaças e relações amorosas tumultuosas. Várias damas aparecem citadas pelo nome em biografias tardias do poeta como tendo sido objeto de seus amores, mas, embora não se negue que deva ter amado, e até mais de uma mulher, aquelas identificações nominais são atualmente consideradas adições apócrifas à sua lenda. Entre elas, por exemplo, falou-se de uma paixão pela Infanta D. Maria, irmã do rei, audácia que lhe teria valido um tempo na prisão, e Catarina de Ataíde, que, sendo outro amor frustrado, segundo versões teria causado o seu autoexílio, primeiro no Ribatejo, e depois alistando-se como soldado em Ceuta. Os motivos para a viagem são duvidosos, mas a sua estada ali é aceite como facto, permanecendo dois anos e perdendo o olho direito em batalha naval no Estreito de Gibraltar. De regresso a Lisboa, não tardou em retomar a vida boémia.
Data de 1550 um documento que o dá como alistado para viajar à Índia: "Luís de Camões, filho de Simão Vaz e Ana de Sá, moradores em Lisboa, na Mouraria; escudeiro, de 25 anos, barbirruivo, trouxe por fiador a seu pai; vai na nau de S. Pedro dos Burgaleses... entre os homens de armas". Afinal não embarcou de imediato. Numa procissão de Corpus Christi altercou com um certo Gonçalo Borges, empregado do Paço, e feriu-o com a espada. Condenado à prisão, foi perdoado pelo agravado em carta de perdão. Foi libertado por ordem régia em 7 de março de 1553, que diz: "é um mancebo e pobre e me vai este ano servir à Índia". Manuel de Faria e Sousa encontrou nos registos da Armada da Índia, para esse ano de 1553, sob o título "Gente de guerra", o seguinte assento: "Fernando Casado, filho de Manuel Casado e de Branca Queimada, moradores em Lisboa, escudeiro; foi em seu lugar Luís de Camões, filho de Simão Vaz e Ana de Sá, escudeiro; e recebeu 2 400 como os demais".

### Oriente

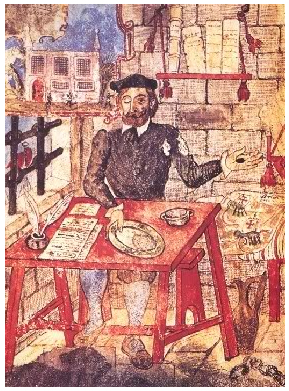
Camões na prisão de Goa, em pintura anónima de 1556

Viajou na nau São Bento, da frota de Fernão Álvares Cabral, filho de Pedro Álvares Cabral, que largou do Tejo em 24 de março de 1553. Durante a viagem passou pelas regiões onde Vasco da Gama navegara, enfrentou uma tempestade no Cabo da Boa Esperança onde se perderam as três outras naus da frota, e aportou em Goa em 1554. Logo se alistou no serviço do vice-rei D. Afonso de Noronha e combateu na expedição contra o rei de Chembé (ou "da Pimenta"). Em 1555, sucedendo a Noronha D. Pedro Mascarenhas, este ordenou a Manuel de Vasconcelos que fosse combater os mouros no Mar Vermelho. Camões acompanhou-o, mas a esquadra não encontrou o inimigo e foi invernar a Ormuz, no Golfo Pérsico.
Provavelmente nesta época já iniciara a escrita de Os Lusíadas. Ao retornar a Goa em 1556, encontrou no governo D. Francisco Barreto, para quem compôs o Auto de Filodemo, o que sugere que Barreto lhe fosse favorável. Os primeiros biógrafos, contudo, divergem sobre as relações de Camões com o governante. Na mesma época teria surgido a público uma sátira anónima criticando a imoralidade e a corrupção reinantes, que foi atribuída a Camões. Sendo as sátiras condenadas pelas Ordenações Manuelinas, terá sido preso por isso. Mas colocou-se a hipótese de a prisão ter ocorrido graças a dívidas contraídas. É possível que permanecesse na prisão até 1561, ou antes disso tenha sido novamente condenado, pois, assumindo o governo D. Francisco Coutinho, foi por ele liberto, empregado e protegido. Deve ter sido nomeado para a função de Provedor dos Defuntos e Ausentes para Macau em 1562, desempenhando-a de facto de 1563 até 1564 ou 1565. Nesta época, Macau era um entreposto comercial ainda em formação, sendo um lugar quase deserto. Diz a tradição que ali teria escrito parte d'Os Lusíadas num conjunto de penedos no topo de um monte, que passaria a ser designado por "Gruta de Camões".

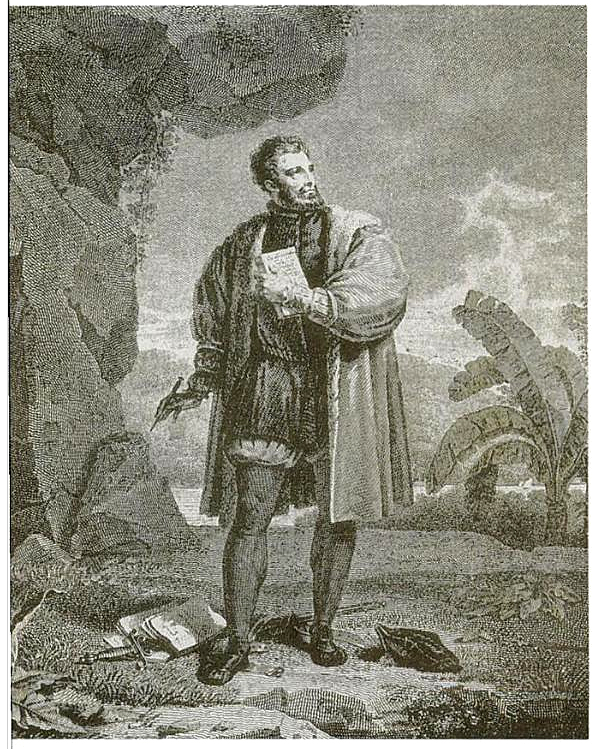
Camões na gruta de Macau, em gravura de Desenne, 1817

Na viagem de volta a Goa, naufragou, conforme conta na sua epopeia, junto à foz do rio Mecom, salvando-se apenas ele e o manuscrito d'Os Lusíadas, evento que lhe inspirou as célebres redondilhas Sobre os rios que vão, consideradas por António Sérgio a coluna vertebral da lírica camoniana, sendo reiteradamente citadas na literatura crítica. O trauma do naufrágio, conforme disse Leal de Matos, repercutiu mais profundamente numa redefinição do projeto d'Os Lusíadas, sendo perceptível a partir do Canto VII, sendo acusada já por Diogo do Couto, seu amigo, que em parte acompanhou a escrita. Provavelmente o seu resgate demorou meses a ocorrer, e não há registo de como isso ocorreu, mas foi levado a Malaca, onde recebeu nova ordem de prisão por apropriação indébita dos bens dos defuntos a ele confiados. Não se sabe a data exata de seu retorno a Goa, onde pode ter continuado preso ainda algum tempo. Couto refere que no naufrágio morreu Dinamene, uma donzela chinesa pela qual Camões se terá apaixonado, mas Ribeiro e outros afirmam que a história deve ser rejeitada. O vice-rei seguinte, D. Antão de Noronha, era um amigo de longa data de Camões, tendo-o encontrado em Marrocos. Certos biógrafos afirmam que lhe foi prometido um posto oficial na feitoria de Chaul, mas não chegou a tomar posse. Severim de Faria disse que os anos finais passados em Goa foram entretidos com a poesia e com as atividades militares, onde sempre demonstrou bravura, prontidão e lealdade à Coroa.
É difícil determinar como terá sido o seu quotidiano no Oriente, além do que se pode extrapolar a partir de sua condição de militar. Parece certo que viveu sempre modestamente e pode ter compartilhado casa com amigos, "numa dessas repúblicas em que era costume associarem-se os reinóis", como citou Ramalho. Alguns desses amigos devem ter possuído cultura e assim a companhia ilustrada não devia estar ausente naquelas paragens. Ribeiro, Saraiva e Moura admitem que ele pode ter encontrado, entre outras figuras, com Fernão Mendes Pinto, Fernão Vaz Dourado, Fernão Álvares do Oriente, Garcia de Orta e o já citado Diogo do Couto, criando-se oportunidades de debates literários e assuntos afins. Pode ter frequentado também preleções em algum dos colégios ou estabelecimentos religiosos de Goa. Ribeiro acrescenta que
"Esta rapaziada que vivia em Goa, longe da Pátria e da família, no intervalo das campanhas contra o Turco (que ocorriam no verão) e muitos com pouco que fazer (no inverno), para além das preleções acima mencionadas e das leituras compulsivas (das quais muito dos clássicos: Ovídio, Horácio, Virgílio), das mulheres e guitarradas, convivendo entre si independentemente das diferenças sociais, devia reinar, divertir-se quanto baste, mesmo quando fazia poesia, sobretudo sátiras, com forte e negativo impacto social na época, susceptível de pena de prisão (Ordenações Manuelinas, Título LXXIX), e por isso com o pique da aventura e do risco. Exemplo disso é a Sátira do Torneio, uma zombaria a que se refere Faria e Sousa e que, ao contrário da Os Disbarates da Índia, não temos notícia de uma contestação erudita da autoria camoniana e que pode estar na origem de uma das prisões do nosso vate."
É possível ainda que em tais reuniões, onde compareciam homens ao mesmo tempo de armas e de letras, e que buscavam, além do sucesso militar e a fortuna material, também a fama e a glória nascidas da cultura, como era uma das grandes aspirações do Humanismo do seu tempo, estivesse presente a ideia de uma academia, reproduzindo no Oriente, dentro das limitações do contexto local, o modelo das academias renascentistas como a fundada em Florença por Marsilio Ficino e seu círculo, onde eram cultivados os ideais neoplatónicos.

### Regresso a Portugal

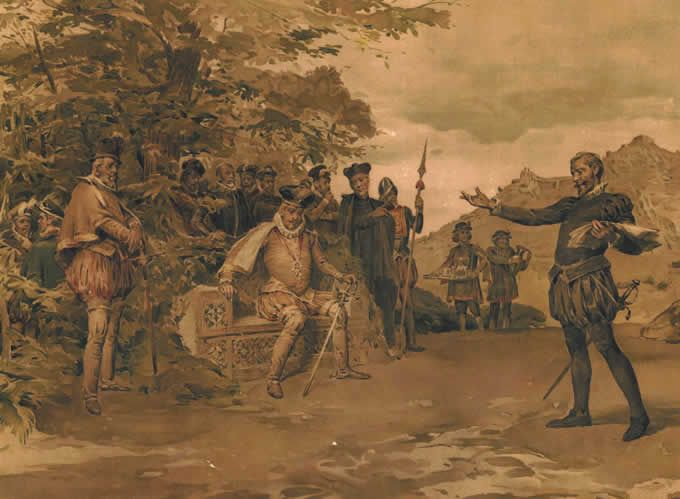
Camões lendo Os Lusíadas a D. Sebastião, em litografia de 1893.

A convite, ou aproveitando a oportunidade de vencer parte da distância que o separava da pátria, não se sabe ao certo, em dezembro de 1567 Camões embarcou na nau de Pedro Barreto para Sofala, na ilha de Moçambique, onde este havia sido designado governador, e lá esperaria por um transporte para Lisboa em data futura. Os primeiros biógrafos dizem que Pedro Barreto era traiçoeiro, fazendo promessas vãs a Camões, de tal modo que, passados dois anos, Diogo do Couto o encontrou em precária condição, conforme se lê no registo que deixou:
"Em Moçambique achamos aquele Príncipe dos Poetas de seu tempo, meu matalote e amigo Luís de Camões, tão pobre que comia de amigos, e, para se embarcar para o reino, lhe ajuntamos toda a roupa que houve mister, e não faltou quem lhe desse de comer. E aquele inverno que esteve em Moçambique, acabando de aperfeiçoar as suas Lusíadas para as imprimir, foi escrevendo muito em um livro, que intitulava Parnaso de Luís de Camões, livro de muita erudição, doutrina e filosofia, o qual lhe juntaram (roubaram). E nunca pude saber, no reino dele, por muito que inquiri. E foi furto notável.
Ao tentar seguir viagem com Couto foi embargado em duzentos cruzados por Barreto, por conta dos gastos que tivera com o poeta. Os seus amigos, porém, reuniram a quantia e Camões foi libertado, chegando a Cascais a bordo da nau Santa Clara em 7 de abril de 1570.
Depois de tantas peripécias, finalizou Os Lusíadas, tendo-os apresentado em récita para o rei D. Sebastião. O rei, ainda um adolescente, determinou que o trabalho fosse publicado em 1572, concedendo também uma pequena pensão a "Luís de Camões, cavaleiro fidalgo de minha Casa", em paga pelos serviços prestados na Índia. O valor desta pensão não excedeu os quinze mil réis anuais, o que se não era grande coisa, também não era tão pouca como se tem sugerido, considerando que as damas de honra do Paço recebiam cerca de dez mil réis. Para um soldado veterano, a soma deve ter sido considerada suficiente e honrosa na época. Mas a pensão só deveria se manter por três anos, e embora a outorga fosse renovável, parece que foi paga de forma irregular, fazendo com que o poeta passasse por dificuldades materiais.

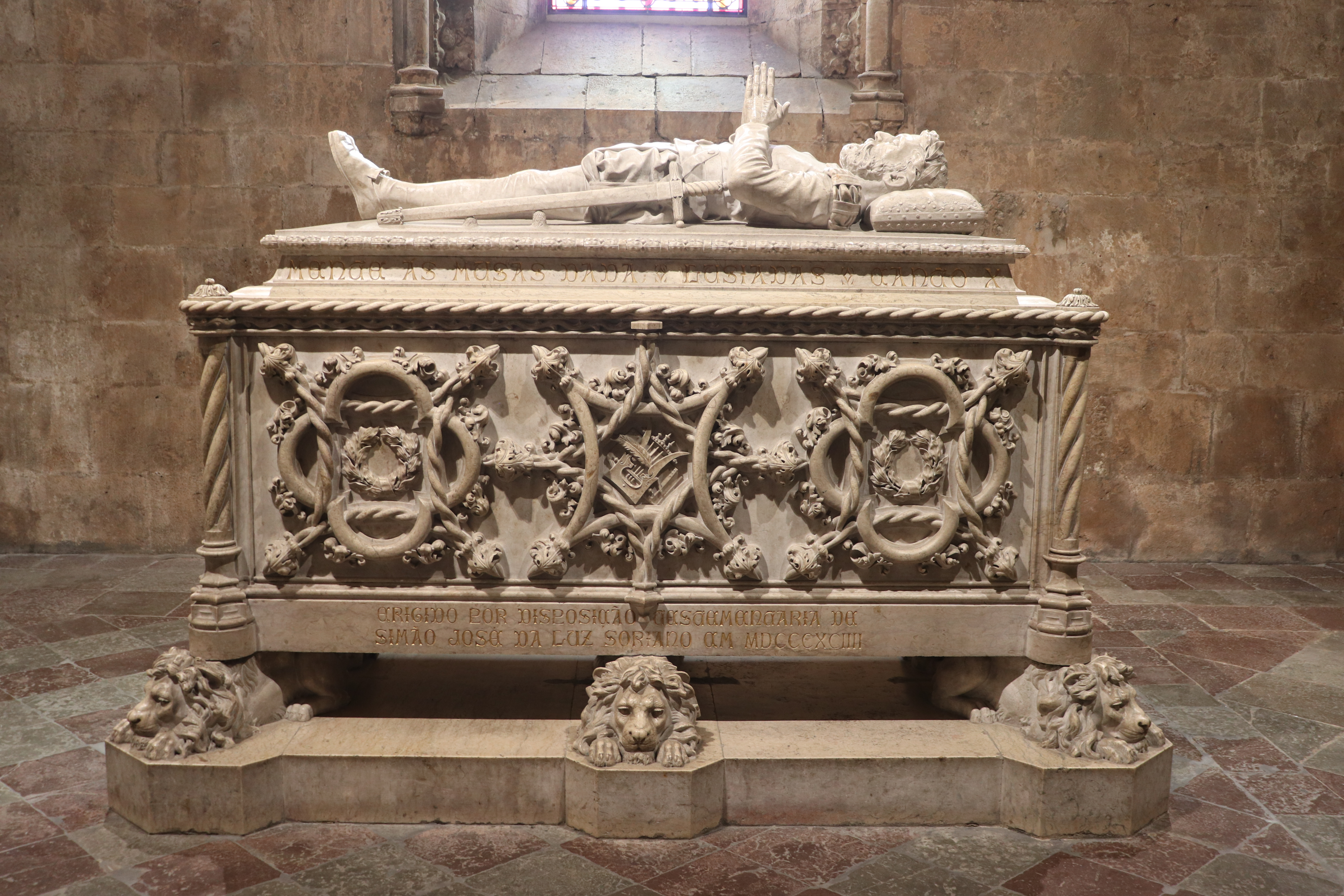
Túmulo do poeta no Mosteiro dos Jerónimos.

Viveu seus anos finais num quarto de uma casa próxima da Igreja de Santa Ana, num estado, segundo narra a tradição, da mais indigna pobreza, "sem um trapo para se cobrir". Le Gentil considerou essa visão um exagero romântico, pois ainda podia manter o escravo Jau, que trouxera do oriente, e documentos oficiais atestam que dispunha de alguns meios de vida. Depois de ver-se amargurado pela derrota portuguesa na Batalha de Alcácer-Quibir, onde desapareceu D. Sebastião, levando Portugal a perder sua independência para Espanha, adoeceu, segundo Le Gentil, de peste. Foi transportado para o hospital, e morreu em 10 de junho de 1580, sendo enterrado, segundo Faria e Sousa, numa campa rasa na Igreja de Santa Ana, ou no cemitério dos pobres do mesmo hospital, segundo Teófilo Braga. A sua mãe, tendo-lhe sobrevivido, passou a receber a sua pensão em herança. Os recibos, encontrados na Torre do Tombo, documentam a data da morte do poeta, embora tenha sido preservado um epitáfio escrito por D. Gonçalo Coutinho, onde consta, erroneamente, como tendo falecido em 1579. Depois do terramoto de 1755, que destruiu a maior parte de Lisboa, foram feitas tentativas para se reencontrar os despojos de Camões, todas frustradas. A ossada que foi depositada em 1880 numa tumba no Mosteiro dos Jerónimos é, com toda a probabilidade, de outra pessoa.

## Aparência, carácter, amores e iconografia
Os testemunhos dos seus contemporâneos descrevem-no como um homem de porte mediano, com um cabelo loiro arruivado, cego do olho direito, hábil em todos os exercícios físicos e com uma disposição temperamental, custando-lhe pouco envolver-se em brigas. Diz-se que tinha grande valor como soldado, exibindo coragem, combatividade, senso de honra e vontade de servir, bom companheiro nas horas de folga, liberal, alegre e espirituoso quando os golpes da fortuna não lhe abatiam o espírito e o entristeciam. Tinha consciência do seu mérito como homem, como soldado e como poeta.
Todos os esforços feitos no sentido de se descobrir a identidade definitiva da sua musa foram vãos e várias propostas contraditórias foram apresentadas sobre supostas mulheres presentes na sua vida. O próprio Camões sugeriu, num dos seus poemas, que houve várias musas a inspirá-lo, ao dizer "em várias flamas variamente ardia". Nomes de damas supostas como suas amadas só constam primitivamente nos seus poemas, e podem pois ser figuras ideais; nenhuma menção a quaisquer damas identificáveis pelo nome é dada nas primeiras biografias do poeta, as de Pedro de Mariz e a de Severim de Faria, que apenas recolheram boatos sobre "uns amores no Paço da Rainha". A citação de Catarina de Ataíde só surgiu na edição das Rimas de Faria e Sousa, em meados do século XVII, e a da Infanta, na de José Maria Rodrigues, que só foi publicada no início do século XX. A decantada Dinamene também parece ser uma imagem poética antes do que uma pessoa real. Ribeiro propôs várias alternativas para explicá-la: o nome talvez fosse um criptónimo de Dona Joana Meneses (D.I.na = D.Ioana + Mene), um de seus possíveis amores, que morrera a caminho das Índias e fora sepultada no mar, filha de Violante, condessa de Linhares, a quem também teria amado ainda em Portugal, e apontou a ocorrência do nome Dinamene em poemas escritos provavelmente em torno da chegada à Índia, antes de ter passado à China, onde se diz que teria encontrado a moça. Também referiu a opinião de pesquisadores que alegam a menção de Couto, a única referência primitiva à chinesa fora da própria obra camoniana, ter sido falsificada, sendo introduzida a posteriori, com a possibilidade de que se trate ainda de um erro de ortografia, uma corruptela de "dignamente". Na versão final do manuscrito de Couto, o nome nem teria sido citado, ainda que a comprovação seja difícil com o desaparecimento do manuscrito.

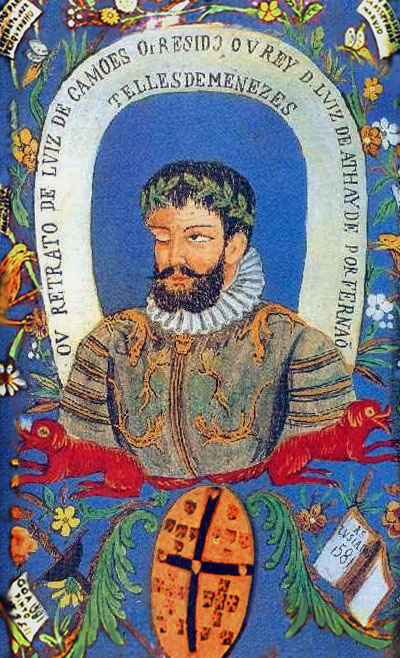
O retrato pintado em Goa, 1581

Provavelmente executado entre 1573 e 1575, o chamado "retrato pintado a vermelho", ilustrado na abertura do artigo, é considerado por Vasco Graça Moura como "o único e precioso documento fidedigno de que dispomos para conhecer as feições do épico, retratado em vida por um pintor profissional". O que se conhece desse retrato é uma cópia, feita a pedido do 3º duque de Lafões, executada por Luís José Pereira de Resende entre 1819 e 1844, a partir do original que foi encontrado num saco de seda verde nos escombros do incêndio do palácio dos Condes da Ericeira, e que entretanto desapareceu. É uma "fidelíssima cópia" que,
"pelas dimensões restritas do desenho, a textura da sanguínea, criando manchas de distribuição dos valores, o rigor dos contornos e a definição dos planos contrastados, o neutro reticulado que harmoniza o fundo e faz ressaltar o busto do retratado, o tipo da barra envolvente nos limites da qual corre em baixo a esclarecedora assinatura, enfim, o aparato simbólico da imagem, captada em pose de ilustração gráfica de livro, se devia destinar à abertura de uma gravura a buril sobre chapa cúprica, para ilustração de uma das primeiras edições de Os Lusíadas".
Sobreviveu também uma miniatura pintada na Índia em 1581, por encomenda de Fernão Teles de Meneses e oferecida ao vice-rei D. Luís de Ataíde, que, segundo testemunhos de época, era muito semelhante à sua aparência. Outro retrato foi encontrado nos anos 1970 por Maria Antonieta de Azevedo, datado de 1556 e mostrando o poeta na prisão. A primeira medalha com sua efígie apareceu em 1782, mandada cunhar pelo Barão de Dillon na Inglaterra, onde Camões figura coroado de louros e vestido em cota de armas, com a inscrição "Apollo Portuguez / Honra de Hespanha / Nasceo 1524 / Morreo 1579". Em 1793, uma reprodução desta medalha foi cunhada em Portugal, por ordem de Tomás José de Aquino, Bibliotecário da Real Mesa Censória.
Ao longo dos séculos a imagem de Camões foi representada inúmeras vezes em gravura, pintura e escultura, por artistas portugueses e estrangeiros, e vários monumentos foram erguidos em sua honra, destacando-se o grande Monumento a Camões instalado em 1867 na Praça Luís de Camões, em Lisboa, de autoria de Victor Bastos, e que é o centro de cerimónias públicas oficiais e manifestações populares. Também foi homenageado em composições musicais, apareceu com sua efígie em medalhas, cédulas monetárias, selos e moedas, e como personagem em romances, poesias e peças teatrais. O filme Camões, realizado por José Leitão de Barros, foi a primeira película portuguesa a participar do Festival de Cannes, em 1946. Entre os artistas célebres que o tomaram como modelo para suas obras se contam Bordalo Pinheiro, José Simões de Almeida, Francisco Augusto Metrass, António Soares dos Reis, Horace Vernet, José Malhoa, Vieira Portuense, Domingos Sequeira e Lagoa Henriques. Uma cratera no planeta Mercúrio e um asteroide da cintura principal receberam o seu nome.

## Obra

### Contexto
Camões viveu na fase final do Renascimento europeu, um período marcado por muitas mudanças na cultura e sociedade, que assinalam o final da Idade Média e o início da Idade Moderna e a transição do feudalismo para o capitalismo. Chamou-se "renascimento" em virtude da redescoberta e revalorização das referências culturais da Antiguidade Clássica, que nortearam as mudanças deste período em direção a um ideal humanista e naturalista que afirmava a dignidade do homem, colocando-o no centro do universo, tornando-o o investigador por excelência da natureza, e privilegiando a razão e a ciência como árbitros da vida manifesta. Nesse período foram inventados diversos instrumentos científicos e foram descobertas diversas leis naturais e entidades físicas antes desconhecidas; o próprio conhecimento da face do planeta modificou-se depois dos descobrimentos das grandes navegações. O espírito de especulação intelectual e pesquisa científica estava em alta, fazendo com que a Física, a Matemática, a Medicina, a Astronomia, a Filosofia, a Engenharia, a Filologia e vários outros ramos do saber atingissem um nível de complexidade, eficiência e exatidão sem precedentes, o que levou a uma conceção otimista da história da humanidade como uma expansão contínua e sempre para melhor. De certa forma, a Renascença foi uma tentativa original e eclética de harmonização do Neoplatonismo pagão com a religião cristã, do eros com a charitas, junto com influências orientais, judaicas e árabes, e onde o estudo da magia, da astrologia e do ocultismo não estavam ausentes. Foi também a época em que se começaram a criar fortes Estados nacionais, o comércio e as cidades se expandiram e a burguesia se tornou uma força de grande importância social e económica, contrastando com o relativo declínio da influência da religião nos assuntos do mundo.
No século XVI, época em que Camões viveu, a influência do Renascimento italiano expandiu-se por toda a Europa. Porém, várias das suas características mais típicas estavam a entrar em declínio, em particular por causa de uma série de disputas políticas e guerras que alteraram o mapa político europeu, perdendo a Itália o seu lugar como potência, e da cisão do Catolicismo, com o surgimento da Reforma Protestante. Na reação católica, lançou-se a Contra-Reforma, reativou-se a Inquisição e reacendeu-se a censura eclesiástica. Ao mesmo tempo, as doutrinas de Maquiavel se tornavam largamente difundidas, dissociando a ética da prática do poder. O resultado foi a reafirmação do poder da religião sobre o mundo profano e a formação de uma atmosfera espiritual, política, social e intelectual agitada, com fortes doses de pessimismo, repercutindo desfavoravelmente sobre a antiga liberdade de que gozavam os artistas. Apesar disso, as aquisições intelectuais e artísticas da Alta Renascença que ainda estavam frescas e resplandeciam diante dos olhos não poderiam ser esquecidas de pronto, mesmo que o seu substrato filosófico já não pudesse permanecer válido diante dos novos factos políticos, religiosos e sociais. A nova arte que se fez, ainda que inspirada na fonte do classicismo, traduziu-o em formas inquietas, ansiosas, distorcidas, ambivalentes, apegadas a preciosismos intelectualistas, características que refletiam os dilemas do século e definem o estilo geral dessa fase como maneirista.
Desde meados do século XV que Portugal se afirmara como uma grande potência naval e comercial, desenvolviam-se as suas artes e fervia o entusiasmo pelas conquistas marítimas. O reinado de D. João II foi marcado pela formação de um sentimento de orgulho nacional, e no tempo de D. Manuel I, como dizem Spina & Bechara, o orgulho havia cedido ao delírio, à pura euforia da dominação do mundo. No início do século XVI Garcia de Resende lamentava-se de que não houvesse quem pudesse celebrar dignamente tantas façanhas, afirmando que havia material épico superior ao dos romanos e troianos. Preenchendo esta lacuna, João de Barros escreveu a sua novela de cavalaria, A Crónica do Imperador Clarimundo (1520), em formato de épico. Pouco depois apareceu António Ferreira, instalando-se como mentor da geração classicista e desafiando os seus contemporâneos a cantarem as glórias de Portugal em alto estilo. Quando Camões surgiu, o terreno estava preparado para a apoteose da pátria, uma pátria que havia lutado encarniçadamente para conquistar a sua soberania, primeiro dos mouros e depois de Castela, havia desenvolvido um espírito aventureiro que a levara pelos oceanos afora, expandindo as fronteiras conhecidas do mundo e abrindo novas rotas de comércio e exploração, vencendo exércitos inimigos e as forças hostis da natureza. Mas nesta altura, porém, a crise política e cultural já se anunciava, materializando-se logo após a sua morte, quando o país perdeu a sua soberania para Espanha.

### Visão geral

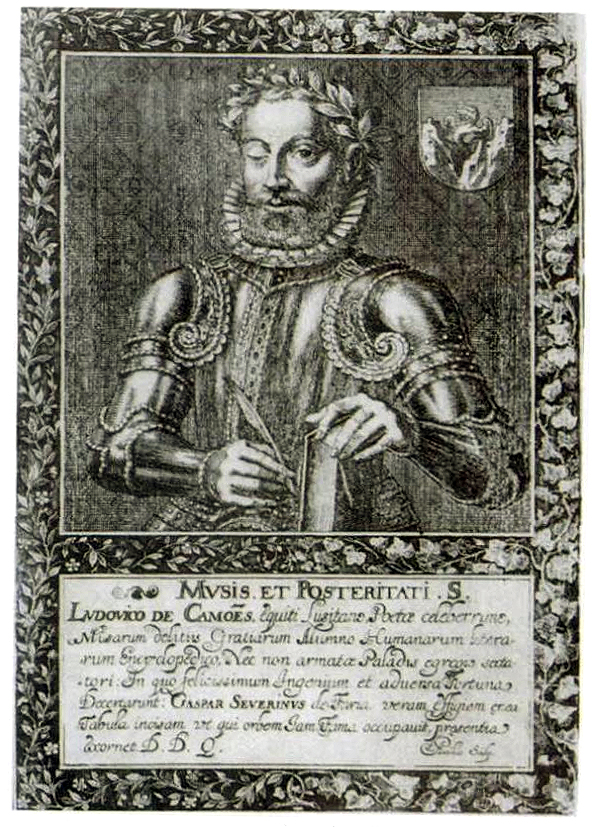
Andries Pauwels: Busto de Camões, século XVII. No alto tem o escudo do poeta.

A produção literária de Camões abrange quatro modos literários: o lírico (em Rimas, 1595), o épico (com Os Lusíadas, 1572), o dramático (com os seus "autos" ou "comédias": Anfitriões,1587, Filodemo, 1587, e El-Rei Seleuco, 1645) e o didático (as suas cartas, publicadas inicialmente na obra Rimas). 
A sua obra lírica foi desde logo apreciada como uma alta conquista. O talento de Camões manifesta-se no recurso a formas poéticas variadas — das quais se destaca o soneto, pela capacidade em "utilizar diversos metros e esquemas rimáticos, imagens e figuras que dão a conhecer múltiplos aspetos das emoções do poeta". Demonstrou o seu virtuosismo especialmente nas canções e elegias, mas as suas redondilhas não lhes ficam atrás. De facto, foi um mestre nesta forma, dando uma nova vida à arte do mote e da glosa, instilando nela espontaneidade e simplicidade, uma delicada ironia e um fraseado vivaz, levando a poesia cortesã ao seu nível mais elevado, e mostrando que também sabia expressar com perfeição a alegria e a descontração. 
A sua produção épica está sintetizada n'Os Lusíadas, uma alentada glorificação dos feitos portugueses, não apenas das suas vitórias militares, mas também a conquista sobre os elementos e o espaço físico, com recorrente uso de alegorias clássicas. A ideia de um épico nacional existia no seio português desde o século XV, quando se iniciaram as navegações, mas coube a Camões, no século seguinte, materializá-la. Nas suas obras dramáticas, cada uma com a sua especificidade temática e formal, o autor procurou fundir elementos nacionalistas e clássicos.
O seu teatro merece ser lido e estudado, entre outros aspetos, pelo jogo de vozes, pelos diálogos e confrontos entre as personagens que expressam temáticas que estão presentes em toda a obra camoniana, como o Amor, o Destino e a própria Condição Humana.
Para se conhecer todas as "faces" da obra de Camões, o leitor encontra ainda algumas cartas em prosa e em verso, ou mesclando as duas formas (há cartas em prosa que incluem passos de poesia). As cartas de Camões revelam um indivíduo singular, mais próximo da lírica do que da épica ou do teatro, por vezes triste ou à margem do esperado, experimentando sentimentos contraditórios. Nesses textos, o poeta tece o seu autorretrato e analisa os outros e o mundo, muitas vezes ironicamente. Se, por um lado, se pronuncia sobre um mundo mais oculto e dionisíaco, por outro, ao enviar e dar notícias de si aos amigos, também faz considerações sobre a escrita "galante e melancólica" das cartas.
Provavelmente se tivesse permanecido em Portugal, como um poeta cortesão, jamais teria atingido a mestria da sua arte. As experiências que acumulou como soldado e navegador enriqueceram sobremaneira a sua visão de mundo e excitaram o seu talento. Através delas conseguiu livrar-se das limitações formais da poesia cortesã e as dificuldades por que passou, a profunda angústia do exílio, a saudade da pátria, impregnaram indelevelmente o seu espírito e comunicaram-se à sua obra, e dali influenciaram de maneira marcante as gerações seguintes de escritores portugueses. Os seus melhores poemas brilham exatamente pelo que há de genuíno no sofrimento expresso e na honestidade dessa expressão, e este é um dos motivos principais que colocam a sua poesia em um patamar tão alto.
As suas fontes foram inúmeras. Dominava o latim e o espanhol, e demonstrou possuir um sólido conhecimento da mitologia greco-romana, da história antiga e moderna da Europa, dos cronistas portugueses e da literatura clássica, destacando-se autores como Ovídio, Xenofonte, Lucano, Valério Flaco, Horácio, mas especialmente Homero e Virgílio, de quem tomou vários elementos estruturais e estilísticos de empréstimo e às vezes até trechos em transcrição quase literal. De acordo com as citações que fez, também parece ter tido um bom conhecimento de obras de Ptolomeu, Diógenes Laércio, Plínio, o Velho, Estrabão e Pompónio, entre outros historiadores e cientistas antigos. Entre os modernos, estava a par da produção italiana de Francesco Petrarca, Ludovico Ariosto, Torquato Tasso, Giovanni Boccaccio e Jacopo Sannazaro, e da literatura castelhana.
Para aqueles que consideram o Renascimento um período histórico homogéneo, informado pelos ideais clássicos e que se estende até o fim do século XVI, Camões é pura e simplesmente um renascentista, mas de modo geral reconhece-se que o século XVI foi amplamente dominado por uma derivação estilística chamada Maneirismo, que em vários pontos é uma escola anticlássica e de várias formas prefigura o Barroco. Assim, para vários autores, é mais adequado descrever o estilo camoniano como maneirista, distinguindo-o do classicismo renascentista típico. Isso se justifica pela presença de vários recursos de linguagem e de uma abordagem dos seus temas que não estão concordes às doutrinas de equilíbrio, economia, tranquilidade, harmonia, unidade e invariável idealismo que são os eixos fundamentais do classicismo renascentista. Camões, depois de uma fase inicial tipicamente clássica, transitou por outros caminhos e a inquietude e o drama se tornaram seus companheiros. Por todo Os Lusíadas são visíveis os sinais de uma crise política e espiritual, permanece no ar a perspectiva do declínio do império e do carácter dos portugueses, censurados por maus costumes e pela falta de apreço pelas artes, alternando-se a trechos em que faz a sua apologia entusiasmada. Também são típicos do Maneirismo, e se tornariam ainda mais do Barroco, o gosto pelo contraste, pelo arroubo emocional, pelo conflito, pelo paradoxo, pela propaganda religiosa, pelo uso de figuras de linguagem complexas e preciosismos, até pelo grotesco e pelo monstruoso, muitos deles traços comuns na obra camoniana.
O carácter maneirista da sua obra é assinalado também pelas ambiguidades geradas pela ruptura com o passado e pela concomitante adesão a ele, manifesta a primeira na visualização de uma nova era e no emprego de novas fórmulas poéticas oriundas de Itália, e a segunda, no uso de arcaísmos típicos da Idade Média. Ao lado do uso de modelos formais renascentistas e classicistas, cultivou os géneros medievais do vilancete, da cantiga e da trova. Para Joaquim dos Santos, o carácter contraditório da sua poesia encontra-se no contraste entre duas premissas opostas: o idealismo e a experiência prática. Conjugou valores típicos do racionalismo humanista com outros derivados da cavalaria, das cruzadas e do feudalismo, alinhou a constante propaganda da fé católica com a mitologia antiga, responsável no plano estético por toda a ação que materializa a realização final, descartando a aurea mediocritas cara aos clássicos para advogar a primazia do exercício das armas e da conquista gloriosa.

### Os Lusíadas

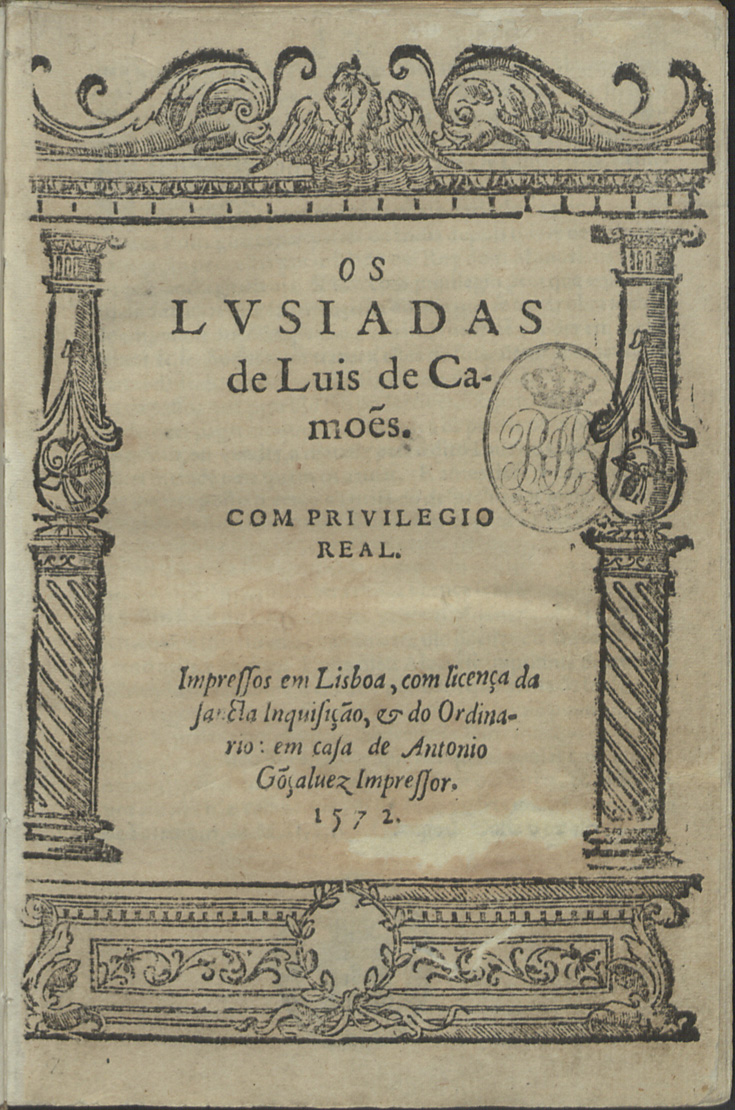
Capa da edição de 1572 dos Lusíadas

Os Lusíadas é considerado a epopeia portuguesa por excelência. O próprio título já sugere as suas intenções nacionalistas, sendo derivado da antiga denominação romana de Portugal, Lusitânia. É um dos mais importantes épicos da época moderna devido à sua grandeza e universalidade. A epopeia narra a história de Vasco da Gama e dos heróis portugueses que navegaram para além do Cabo da Boa Esperança e abriram uma nova rota marítima para a Índia. É uma epopeia humanista, mesmo nas suas contradições, na associação da mitologia pagã à visão cristã, nos sentimentos opostos sobre a guerra e o império, no gosto do repouso e no desejo de aventura, na apreciação do prazer sensual e nas exigências de uma vida ética, na percepção da grandeza e no pressentimento do declínio, no heroísmo pago com o sofrimento e luta. O poema abre com os célebres versos:
As armas e os barões assinalados
Que, da ocidental praia lusitana,
Por mares nunca de antes navegados
Passaram ainda além da Taprobana,
Em perigos e guerras esforçados,
Mais do que prometia a força humana,
E entre gente remota edificaram
Novo reino, que tanto sublimaram.
.....
Cantando espalharei por toda a parte,
Se a tanto me ajudar o engenho e arte— Os Lusíadas, Canto I
Os dez cantos do poema somam 1 102 estrofes num total de 8 816 versos decassílabos, empregando a oitava rima (abababcc). Depois de uma introdução, uma invocação e uma dedicatória ao rei D. Sebastião, inicia a ação, que funde mitos e factos históricos. Vasco da Gama, navegando pela costa da África, é observado pela assembleia dos deuses clássicos, que discutem o destino da expedição, a qual é protegida por Vénus e atacada por Baco. Descansando por alguns dias em Melinde, a pedido do rei local Vasco da Gama narra toda a história portuguesa, desde as suas origens até à viagem que empreendem. Os cantos III, IV e V contêm algumas das melhores passagens de todo o épico: o episódio de Inês de Castro, que se torna um símbolo de amor e morte, a Batalha de Aljubarrota, a visão de D. Manuel I, a descrição do fogo-de-santelmo, a história do gigante Adamastor. De volta ao navio, o poeta aproveita as horas de folga para narrar a história dos Doze de Inglaterra, enquanto Baco convoca os deuses marítimos para que destruam a frota portuguesa. Vénus intervém e os navios conseguem alcançar Calecute, na Índia. Lá, Paulo da Gama recebe os representantes do rei e explica o significado dos estandartes que adornam a nau capitânia. Na viagem de volta os marinheiros desfrutam da ilha para eles criada por Vénus, recompensando-os as ninfas com seus favores. Uma delas canta o futuro glorioso de Portugal e a cena encerra com uma descrição do universo feita por Tétis e Vasco da Gama. Em seguida, a viagem prossegue para casa.

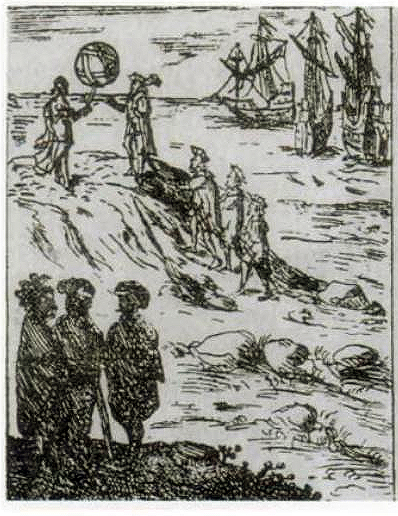
Tétis descreve a Máquina do Mundo ao Gama, ilustração da edição de 1639 de Faria e Sousa

N'Os Lusíadas Camões atinge uma notável harmonia entre erudição clássica e experiência prática, desenvolvida com habilidade técnica consumada, descrevendo as peripécias portuguesas com momentos de grave ponderação mesclados com outros de delicada sensibilidade e humanismo. As grandes descrições das batalhas, da manifestação das forças naturais, dos encontros sensuais, transcendem a alegoria e a alusão classicista que permeiam todo o trabalho e se apresentam como um discurso fluente e sempre de alto nível estético, não apenas pelo seu carácter narrativo especialmente bem conseguido, mas também pelo superior domínio de todos os recursos da língua e da arte da versificação, com um conhecimento de uma ampla gama de estilos, usados em eficiente combinação. A obra é também uma séria advertência para os reis cristãos abandonarem as pequenas rivalidades e se unirem contra a expansão muçulmana.
A estrutura da obra é por si digna de interesse, pois, segundo Jorge de Sena, nada é arbitrário n'Os Lusíadas. Entre os argumentos que apresentou foi o emprego da secção áurea, uma relação definida entre as partes e o todo, organizando o conjunto através de proporções ideais que enfatizam passagens especialmente significativas. Sena demonstrou que ao aplicar-se a secção áurea a toda a obra recai-se, precisamente, no verso que descreve a chegada dos portugueses à Índia. Aplicando-se a secção em separado às duas partes resultantes, na primeira parte surge o episódio que relata a morte de Inês de Castro e, na segunda, a estrofe que narra o empenho de Cupido para unir os portugueses e as ninfas, o que para Sena reforça a importância do amor em toda a composição. Dois outros elementos dão a' Os Lusíadas a sua modernidade e distanciam-no do classicismo: a introdução da dúvida, da contradição e do questionamento, em desacordo com a certeza afirmativa que caracteriza o épico clássico, e a primazia da retórica sobre a ação, substituindo o mundo dos factos pelo das palavras, as quais não resgatam totalmente a realidade e evoluem para a metalinguagem, com o mesmo efeito disruptivo sobre a epopeia tradicional.
Segundo Costa Pimpão, não há qualquer evidência de que Camões pretendesse escrever o seu épico antes de ter viajado à Índia, embora temas heróicos já estivessem presentes na sua produção anterior. É possível que tenha retirado alguma inspiração de fragmentos das Décadas da Ásia, de João de Barros, e da História do Descobrimento e Conquista da Índia pelos Portugueses, de Fernão Lopes de Castanheda. Sobre a mitologia clássica estava com certeza bem informado antes disso, igualmente quanto à literatura épica antiga. Aparentemente, o poema começou a tomar forma já em 1554. Storck considera que a determinação de escrevê-lo nasceu durante a própria viagem marítima. Entre 1568 e 1569 foi visto em Moçambique pelo historiador Diogo do Couto, seu amigo, ainda a trabalhar na obra, que só veio à luz em Lisboa, em 1572.
O sucesso da publicação d'Os Lusíadas supostamente obrigara a uma segunda edição no mesmo ano da edição princeps. As duas diferem em inúmeros detalhes e foi longamente debatido qual delas seria de facto a original. Tampouco é claro a quem se devem as emendas do segundo texto. Atualmente reconhece-se como original a edição que mostra a marca do editor, um pelicano, com o pescoço voltado para a esquerda, e que é chamada edição A, realizada sob a supervisão do autor. Entretanto, a edição B foi por muito tempo tomada como a princeps, com consequências desastrosas para a análise crítica posterior da obra. Aparentemente a edição B foi produzida mais tarde, em torno de 1584 ou 1585, de maneira clandestina, levando a data fictícia de 1572 para contornar as delongas da censura da época, se fosse publicada como uma nova edição, e corrigir os graves defeitos de uma outra edição de 1584, a chamada edição Piscos. Contudo, Maria Helena Paiva levantou a hipótese de que as edições A e B sejam apenas variantes de uma mesma edição, que foi sendo corrigida após a composição tipográfica, mas enquanto a impressão já estava em andamento. De acordo com a pesquisadora, "a necessidade de tirar o máximo partido da prensa levava a que, concluída a impressão de uma forma, que constava de vários fólios, fosse tirada uma primeira prova, que era corrigida enquanto a prensa continuava, agora com o texto corrigido. Havia, por isso, fólios impressos não corrigidos e fólios impressos corrigidos, que eram agrupados indistintamente no mesmo exemplar", fazendo com que não existissem dois exemplares rigorosamente iguais no sistema de imprensa daquela época.

### Rimas

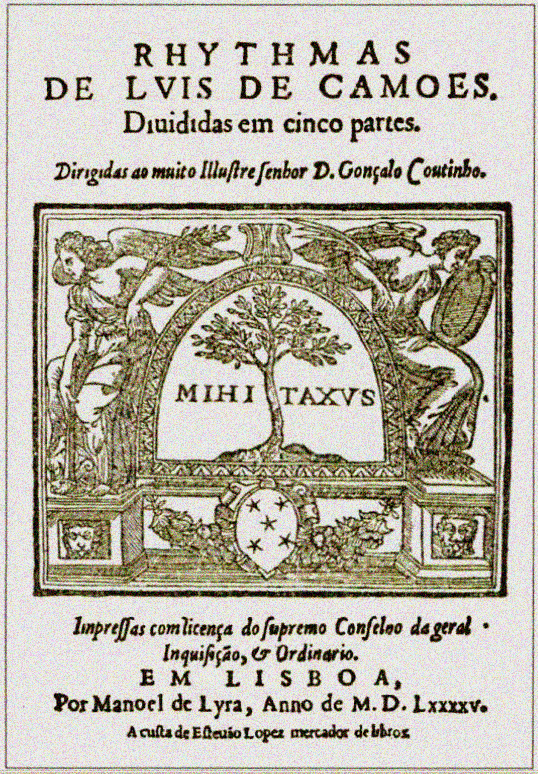
Capa da primeira edição das Rimas, de 1595

A obra lírica de Camões, dispersa em manuscritos, foi reunida e publicada postumamente em 1595 com o título de Rimas. Ao longo do século XVII, o crescente prestígio da sua epopeia contribuiu para elevar ainda mais o apreço pela sua poesia lírica. A coletânea compreende redondilhas, odes, glosas, cantigas, voltas ou variações, sextilhas, sonetos, elegias, éclogas e outras estâncias pequenas. A sua poesia lírica procede de várias fontes distintas: os sonetos seguem em geral o estilo italiano derivado de Petrarca, as canções tomaram o modelo de Petrarca e de Pietro Bembo. Nas odes verifica-se a influência da poesia trovadoresca de cavalaria e da poesia clássica, mas com um estilo mais refinado; nas sextilhas aparece clara a influência provençal; nas redondilhas expandiu a forma, aprofundou o lirismo e introduziu uma temática, trabalhada em antíteses e paradoxos, desconhecida na antiga tradição das cantigas de amigo, e as elegias são bastante classicistas. As suas estâncias seguem um estilo epistolar, com temas moralizantes. A écoglas são peças perfeitas do género pastoral, derivado de Virgílio e dos italianos. Em muitos pontos de sua lírica também foi detectada a influência da poesia espanhola de Garcilaso de la Vega, Jorge de Montemor, Juan Boscán, Gregorio Silvestre e vários outros nomes, conforme apontou seu comentador Faria e Sousa.
A despeito dos cuidados do primeiro editor das Rimas, Fernão Rodrigues Lobo Soropita, na edição de 1595 foram incluídos alguns poemas apócrifos. Muitos poemas foram sendo descobertos ao longo dos séculos seguintes e a ele atribuídos, mas nem sempre com uma análise crítica cuidadosa. O resultado foi que, por exemplo, enquanto nas Rimas originais havia 65 sonetos, na edição de 1861 de Juromenha havia 352; na edição de 1953 de Álvaro Júlio da Costa Pimpão, que expurgou exageradamente muitos dos poemas camonianos, ainda eram listadas 166 peças. Além disso, muitas edições modernizaram ou "embelezaram" o texto original, prática acentuada em particular depois da edição de 1685–1689 de Manuel de Faria e Sousa, fazendo nascer e enraizar uma tradição própria sobre esta lição alterada que causou enormes dificuldades para o estudo crítico. Estudos mais científicos só começaram a ser empreendidos no final do século XIX, com a contribuição de Wilhelm Storck e Carolina Michaelis de Vasconcelos, que descartaram diversas composições apócrifas. No início do século XX os trabalhos continuaram com José Maria Rodrigues e Afonso Lopes Vieira, que publicaram em 1932 as Rimas numa edição que chamaram de "crítica", embora não merecesse o nome: adotou largas partes da lição de Faria e Sousa, mas os editores alegaram ter usado as edições originais, de 1595 e 1598. Por outro lado, levantaram definitivamente a questão da fraude textual que vinha se perpetuando há muito tempo e havia adulterado os poemas a ponto de se tornarem irreconhecíveis. Um exemplo basta:
- Edição de 1595: "Aqui, ó Ninfas minhas, vos pintei / Todo de amores um jardim suave; / Das aves, pedras, águas vos contei, / Sem me ficar bonina, fera ou ave.";
- Edição de 1685: "Aqui, fremosas ninfas, vos pintei / Todo de amores um jardim suave; / De águas, de pedras, de árvores contei, / De flores, de almas, feras, de uma, outra ave."[97]

Parece ser impossível chegar-se, neste expurgo, a um resultado definitivo. Entretanto, sobrevive material autêntico em quantidade suficiente para garantir a sua posição como o melhor lírico português e o maior poeta da Renascença em Portugal.

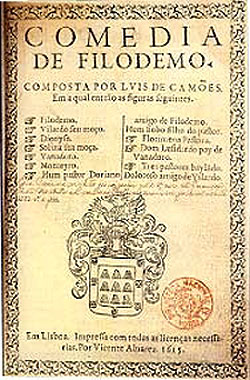
Capa da edição de 1615 do Filodemo

### Comédias
O conteúdo geral de suas obras para o palco combina, da mesma forma que n'Os Lusíadas, o nacionalismo e a inspiração clássica. A sua produção neste campo resume-se a três obras, todas no género da comédia e no formato de auto: El-Rei Seleuco, Filodemo e Anfitriões. A atribuição do El-Rei Seleuco a Camões, porém, é controversa. A sua existência não era conhecida até 1654, quando apareceu publicada na primeira parte das Rimas na edição de Craesbeeck, que não deu detalhes sobre a sua origem e teve poucos cuidados na edição do texto. A peça também diverge em vários aspetos das outras duas que sobreviveram, tais como em sua extensão, bem mais curta (um ato), na existência de um prólogo em prosa, e no tratamento menos profundo e menos erudito do tema amoroso. O tema, da complicada paixão de Antíoco, filho do rei Seleuco I Nicátor, por sua madrasta, a rainha Estratonice, foi tirado de um facto histórico da Antiguidade transmitido por Plutarco e repetido por Petrarca e pelo cancioneiro popular espanhol, trabalhando-o ao estilo de Gil Vicente.
Anfitriões, publicado em 1587, é uma adaptação do Amphitryon de Plauto, onde acentua o carácter cómico do mito de Anfitrião, destacando a omnipotência do amor, que subjuga até os imortais, também seguindo a tradição vicentina. A peça foi escrita em redondilhas menores e faz uso do bilinguismo, empregando o castelhano nas falas do personagem Sósia, um escravo, para assinalar seu baixo nível social em passagens que chegam ao grotesco, um recurso que aparece nas outras peças também. O Filodemo, composto na Índia e dedicado ao vice-rei D. Francisco Barreto, é uma comédia de moralidade em cinco atos, de acordo com a divisão clássica, sendo das três a que se manteve mais viva no interesse da crítica pela multiplicidade de experiências humanas que descreve e pela agudeza da observação psicológica. O tema versa sobre os amores de um criado, Filodemo, por Dionisa, filha do fidalgo em cuja casa serve, com traços autobiográficos. Camões via a comédia como um género secundário, de interesse apenas como um divertimento de circunstância, mas conseguiu resultados significativos transferindo a comicidade dos personagens para a ação e refinando a trama, pelo que apontou um caminho para a renovação da comédia portuguesa. Entretanto, sua sugestão não foi seguida pelos cultivadores do género que o sucederam.

### Núcleos temáticos da obra camoniana

#### A conquista, o herói português e o papel da arte
Para Ivan Teixeira, embora Os Lusíadas não tenha sido escrito por encomenda do Estado, ajustou-se perfeitamente a uma necessidade cultural da empreitada expansionista. Camões acreditava no discurso dominante em Portugal na sua época, de que os portugueses tinham uma missão civilizadora a cumprir no mundo. No texto essa missão é explicitada, mas a ideologia não tolda a sua arte. Ao contrário, é a Poesia que dá amplitude à História, uma amplitude que Camões imaginava ser o dever do poeta revelar aos seus contemporâneos, apoiando-se na glória do passado e do presente para subir num voo alto e perscrutar com o olho do espírito as perspetivas ainda mais grandiosas no distante horizonte do futuro, trazendo através da Arte de volta para o mundo a visão recebida, a fim de que a Arte infundisse na História um sentido novo, garantisse o significado superior dessa História na imortalidade de uma Arte que lhe faz jus, reacendendo com isso o ardor do português por conquistas ainda maiores. Como sugeriu Alcyr Pécora, é como se sem a epopeia o Bem da proeza não se pudesse cumprir integralmente. As armas apenas não bastam para a grandeza, é necessário que as artes a cantem, e se o herói não estima a arte, limita-se a sua virtude, e perde a capacidade de atingir o sublime. Camões, sem modéstia, colocou-se como a voz desse canto necessário à grandeza de Portugal, mas consternado acusava a ingratidão e as injustiças que sofria:
Olhai que há tanto tempo que, cantando
O vosso Tejo e os vossos lusitanos,
A Fortuna me traz peregrinando,
Novos trabalhos vendo e novos danos:
.....
A troco dos descansos que esperava,
Das capelas de louro que me honrassem,
Trabalhos nunca usados me inventaram,
Com que em tão duro estado me deitaram
.....
Vede, Ninfas, que engenhos de senhores
O vosso Tejo cria valerosos,
Que assim sabem prezar, com tais favores,
A quem os faz, cantando, gloriosos!"— Os Lusíadas, Canto VII

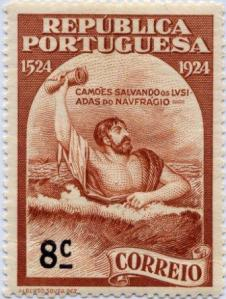
Selo português comemorando os 400 anos de seu nascimento, em 1924, onde se mostra o poeta salvando o manuscrito de Os Lusíadas no naufrágio

Porém, mesmo à sua própria custa, fica evidente que seu intento não foi apenas glorificar os portugueses, mas sim divinizá-los, seja celebrando os seus feitos positivos, seja corrigindo o seu mau comportamento. Os Lusíadas é, assim, não só história e apologia, não só "engenho e arte", mas uma crítica de costumes, um ditado ético, um complexo e por vezes contraditório programa político, e uma promessa de futuro melhor, um futuro que jamais foi sonhado para qualquer povo. No poema, grandes figuras da Antiguidade aparecem ofuscadas diante do que realizaram e realizariam os varões de Portugal. Os portugueses tornar-se-ão divinos não só pela fortaleza de ânimo, pela coragem física diante do inimigo, mas pelo exercício das mais altas virtudes. Para Camões os lusos estavam destinados a substituir a fama dos Antigos porque as suas proezas os excediam. Nem a veneração à Antiguidade que o poeta nutria foi capaz de sobrepujar a sua conceção dos portugueses como heróis sublimes:
Cessem do sábio Grego e do Troiano
As navegações grandes que fizeram;
Cale-se de Alexandro e de Trajano
A fama das vitórias que tiveram;
 Que eu canto o peito ilustre Lusitano,
A quem Neptuno e Marte obedeceram:
Cesse tudo o que a Musa antígua canta,
Que outro valor mais alto se alevanta— Os Lusíadas, Canto I
Mas aqui transparece um dos paradoxos da ideologia política de Camões, ou talvez a sua prudência e sabedoria, pois enquanto que Os Lusíadas são por um lado um louvor ao espírito de conquista, a profética condenação, pela voz do Velho do Restelo, da "vã cobiça" dos portugueses, do seu desejo pela "glória de mandar", e "desta vaidade a quem chamamos fama", provavelmente ecoa uma corrente de pensamento de sua época que era contrária às premissas da navegação, deixando "às portas o inimigo, por ires buscar outro de tão longe, por que se despovoe o Reino antigo, se enfraqueça e se vá deitando a longe". Sua aparição encerra advertindo os portugueses contra a húbris, os "altos desejos", lembrando como Faetonte, "o moço miserando", causou a sua própria ruína tentando conduzir o carro solar de seu pai, Hélio, sem possuir a capacidade de fazê-lo, sendo por isso fulminado por Zeus, e como Ícaro sucumbiu à tentação de voar até ao sol com as suas asas de cera, vendo-as derreter e precipitando-se mortalmente para a terra.

#### O amor e a mulher
Dos temas mais presentes na lírica camoniana o do amor é central e ocorre de modo conspícuo também n'Os Lusíadas. Na sua conceção incorporou elementos da doutrina clássica, do amor cortês e da religião cristã, concorrendo todos para incentivar o amor espiritual e não o carnal. Para os clássicos, especialmente na escola platónica, o amor espiritual é o mais elevado, o único digno dos sábios, e esta espécie de afeto incorpóreo acabou por ser conhecida como amor platónico. Na religião cristã da sua época o corpo era visto como fonte de um dos pecados capitais, a luxúria, e por isso sempre foi encarado com desconfiança quando não desprezo; conquanto fosse aprovado o amor nas suas versões espirituais, o amor sexual era permitido primariamente para a procriação, ficando o prazer em plano secundário. Da poesia trovadoresca herdou a tradição do amor cortês, que é ele mesmo uma derivação platónica que coloca a dama num patamar ideal, jamais atingível, e exige do cavaleiro uma ética imaculada e uma total subserviência em relação à amada. Nesse contexto, o amor camoniano, como expresso nas suas obras, é, por regra, um amor idealizado que não chega a vias de facto e se expressa no plano da abstração e da arte. Contudo, é um amor preso no dualismo, é um amor que, se por um lado ilumina a mente, gera a poesia e enobrece o espírito, se o aproxima do divino, do belo, do eterno, do puro e do maravilhoso, é também um amor que tortura e escraviza pela impossibilidade de ignorar o desejo de posse da amada e as urgências da carne. Queixou-se o poeta inúmeras vezes, amargamente, da tirania desses amores impossíveis, chorou as distâncias, as despedidas, a saudade, a falta de reciprocidade, e a impalpabilidade dos nobres frutos que produz. Tome-se como exemplo um soneto muito conhecido:
Amor é fogo que arde sem se ver;
É ferida que dói e não se sente;
É um contentamento descontente
É dor que desatina sem doer; 

É um não querer mais que bem querer;
É solitário andar por entre a gente;
É nunca contentar-se de contente;
É cuidar que se ganha em se perder;

É querer estar preso por vontade;
É servir a quem vence, o vencedor;
É ter com quem nos mata lealdade.
 
 Mas como causar pode seu favor
Nos corações humanos amizade,
Se tão contrário a si é o mesmo amor?— Rimas

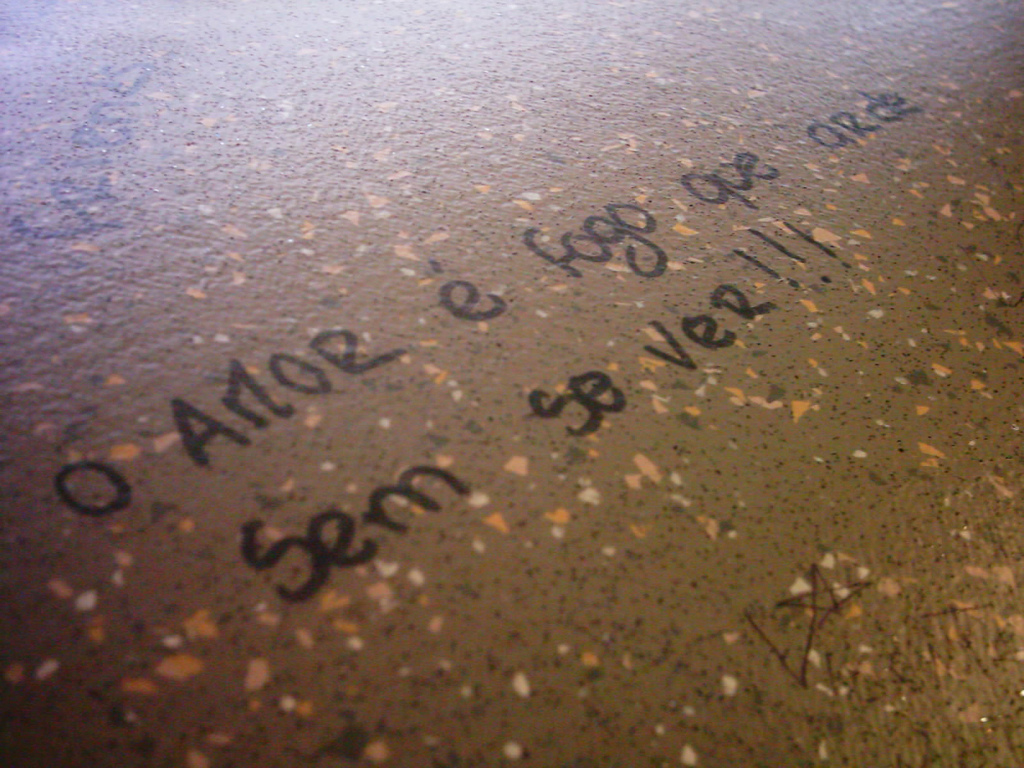
Grafito espontâneo citando este soneto, atestado em Lisboa, 2009, ilustra a sua presença continuada na cultura popular portuguesa

Todos os paradoxos criados pela idealização amorosa são enfatizados pela própria estrutura poética, cheia de antíteses, metáforas, silogismos, oposições e inversões, que na análise de Cavalcante
"... configuram um jogo elegante e sonoro de linguagem enquanto o poema desenvolve os paradoxos para expressar o sentido tanto universal quanto contraditório do amor. Diante do sentimento, o homem torna-se frágil, a linguagem é insuficiente, a palavra, ilógica e sem razão. Ao expressar o "eu" universal, Camões joga com escrita/escritura, fazendo desta última o mais puro "estranhamento" e novidade, ainda que pudesse estar inspirado nos modelos clássicos".
Se a consumação terrena é impossível, pode ser necessária a própria morte dos amantes, para que se possam unir no Paraíso. Desta forma, o tema da morte acompanha o do amor em muito da poesia de Camões, seja de forma explícita ou implícita. Nem sempre, porém, o amor lhe foi um drama, e o poeta foi capaz de expressar o seu lado puramente jubiloso e tranquilo, tocando, como observou Joaquim Nabuco, o cerne de simplicidade do sentimento. Como exemplo, deu o seguinte soneto:
Transforma-se o amador na cousa amada
Por virtude do muito imaginar;
Não tenho logo mais que desejar,
Pois em mim tenho a parte desejada.
 
 Se nela está minha alma transformada
Que mais deseja o corpo alcançar? 
 Em si somente pode descansar, 
 Pois com ele tal alma está liada. 

 Mas esta linda e pura Semidea 
 Que como o acidente em seu sujeito, 
 Assi com a alma minha se conforma; 
 
 Está no pensamento como ideia; 
 E o vivo, o puro amor de que sou feito, 
 Como a matéria simples busca a forma.— Rimas

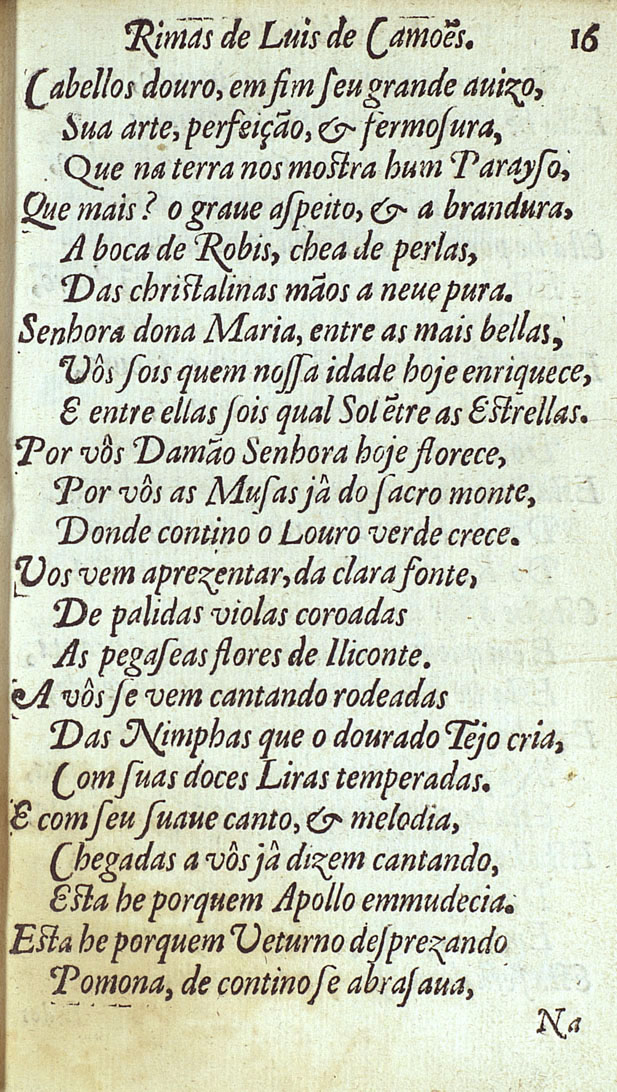
Página da edição de 1616 das Rimas, com o início do poema Cabellos d'ouro...

De qualquer forma, apesar das frustrações e do sofrimento recorrente, para Camões o amor valia a pena de ser vivido: "As lágrimas inflamam o meu amor e sinto-me contente de mim porque vos amei", e em suas descrições da amada abundam imagens pictóricas de grande delicadeza, colocando a mulher como elemento central numa paisagem natural harmoniosa, especialmente na sua lírica derivada mais diretamente de Petrarca e da tradição pastoral portuguesa do Cancioneiro Geral de Garcia de Resende, que evocam o bucolismo clássico. A pintura com palavras traz à frente tanto as belezas naturais e feminis, como é capaz de delinear um perfil psicológico através da descrição dos gestos, das posturas e dos movimentos corpóreos da mulher, como transparece no trecho: "O rosto sobre sua mão / Os olhos no chão pregados / Que do chorar já cansados / Algum descanso lhe dão".
A dualidade amorosa expressa na lírica camoniana corresponde a duas conceções de mulher: a primeira é de uma criatura angelical, objeto de culto, um ser quase divino, intocável e distante. A sua descrição enfatiza as correspondências entre a sua beleza física e a sua perfeição moral e espiritual. Os seus cabelos são ouro, a sua boca é uma rosa, os seus dentes, pérolas e a sua simples proximidade e contemplação são dádivas celestes. Mas o amor vivido em espírito dá lugar a sentimentos totalizantes que acabam por envolver também a manifestação erótica e hedonista, fazendo um apelo ao desfrute imediato, antes que o tempo consuma os corpos na decrepitude, invocando então a outra mulher, a carnal. Se a união física não acontece, nasce o sofrimento e com ele a alienação do mundo, o desconcerto e a "poesia do desafogo", como a chamou Soares. Na lírica de Camões o fulcro polarizador do prazer e da dor é a mulher e em torno da figura feminina gira todo o pathos amoroso, ela é o ponto de partida e o ponto de chegada de todo o discurso poético. Mesmo sem jamais ter casado e mesmo adorando à distância suas musas, Camões com toda probabilidade experimentou o amor carnal. N'Os Lusíadas, transcendendo a tradição da lírica amorosa petrarquista, encontram-se as passagens relativas ao amor mais carregadas de erotismo da obra camoniana, em várias descrições vívidas, livres, apaixonadas e honestas do encontro sensual e da mulher, não raro banhadas de intenso lirismo. As passagens mais marcantes nesse sentido são o retrato de Vénus e sua subida ao Olimpo, onde seduz Júpiter para que favoreça os portugueses, no Canto II, e as cenas na Ilha dos Amores, nos Cantos IX e X. Segue um trecho do retrato da deusa:
Os crespos fios d'ouro se esparziam 
 Pelo colo, que a neve escurecia;
Andando, as lácteas tetas lhe tremiam,
Com quem Amor brincava, e não se via;
Da alva petrina flamas lhe saíam,
Onde o Menino as almas acendia;
Pelas lisas colunas lhe trepavam
Desejos, que como hera se enrolavam.

C'um delgado sendal as partes cobre,
De quem vergonha é natural reparo,
Porém nem tudo esconde, nem descobre,
O véu, dos roxos lírios pouco avaro;
Mas, para que o desejo acenda o dobre,
Lhe põe diante aquele objeto raro.
Já se sentem no Céu, por toda a parte,
Ciúmes em Vulcano, amor em Marte.— Os Lusíadas, Canto II
Para Cidália dos Santos a eficiência da evocação erótica reside na habilidosa criação de um percurso voyeurístico que alterna a exibição e o ocultamento do corpo da deusa, numa escala de intensidade progressiva e com descrições bastante ousadas, ainda que faça uso de uma metáfora para assinalar o foco do desejo sexual, os lábios de sua vulva: "os roxos lírios". Na descrição da Ilha dos Amores a atmosfera erótica é consistentemente mantida através de uma longa passagem, também numa sequência crescente de intensidade, descrevendo desde a criação da ilha, a chegada das ninfas e os preparativos para o desfrute dos portugueses, até ao momento em que os marinheiros iniciam a "caça" às ninfas por entre a floresta e finalmente se unem a elas num momento de prazer libertador e generalizado que compensava todos os trabalhos antes sofridos:
Ó que famintos beijos na floresta,
E que mimoso choro que soava!
Que afagos tão suaves, que ira honesta,
Que em risinhos alegres se tornava!
O que mais passam na manhã, e na sesta,
Que Vénus com prazeres inflamava,
Melhor é experimentá-lo que julgá-lo,
Mas julgue-o quem não pode experimentá-lo— Os Lusíadas, Canto IX

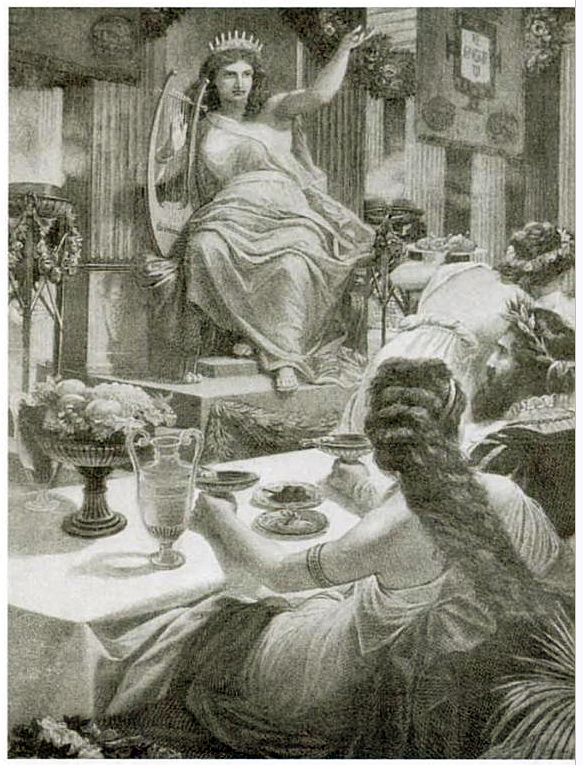
Tétis preside ao banquete das ninfas e dos portugueses na Ilha dos Amores, gravura anónima de 1880

É de notar que a consumação sexual coletiva que ocorre nas Ilha dos Amores, embora com todos os atributos da carnalidade e descrita com detalhes nitidamente eróticos, está distante do carácter de uma orgia desenfreada. As ninfas são deusas, e o amor que oferecem não é vulgar. Na tradição clássica eram entidades que iluminavam o intelecto e presidiam à geração e à regeneração e na epopeia elas aparecem como potenciais matrizes de uma raça sublimada, a "progénie forte e bela" que Camões ansiava ver nascer em Portugal. A própria Ilha dos Amores incorpora vários atributos de um paraíso terreno, onde o vínculo entre homem e mulher é pleno e harmonioso, ao mesmo tempo carnal e espiritual. Na visão de Borges, "a qualidade paradisíaca da Ilha reside exatamente em nela se abolir a divisão e oposição entre corpo e espírito, masculino e feminino, humano e divino, mortal e imortal, atividade e fim, ser e consciência".
À parte as figuras femininas mitológicas, que pertencem ao plano mítico e estão além da História e livres do pecado original, a visão da mulher n'Os Lusíadas revela a opinião geral de seu tempo: as mulheres são tanto mais exaltadas quanto mais se aproximam do comportamento de Maria, mãe de Jesus, modelo máximo de perfeição feminina cristã. Dentro desse padrão, cabiam-lhes as funções de filha, mãe, esposa, dona de casa e devota, fiéis, pacatas, submissas e prontas a renunciar à sua própria vida para servir ao marido, à família e à pátria. Nessa linha, as mulheres do Restelo, Leonor Sepúlveda e Dona Filipa são as mais louvadas, seguindo-se Inês de Castro, que, mesmo sendo uma amante, acaba defendida por conta da sua fidelidade ao príncipe, do seu "puro amor", da sua delicadeza, da sua preocupação maternal com os filhos, do seu sofrimento, expiação e "morte crua". Entretanto, Teresa e, ainda mais, Leonor Teles, são severamente condenadas por causa dos seus comportamentos discrepantes do padrão cristão, pondo em perigo a nação.

#### O desengano
Outro tema significativo que ocorre na sua poesia é o da transitoriedade das coisas do mundo, também trabalhada através dos contrastes dialéticos e outros jogos de linguagem. Faz Camões na sua obra uma elaborada meditação sobre a condição humana, a partir da sua trabalhosa experiência pessoal, que vê refletida e multiplicada no mundo. Daí que desenvolveu um senso de fatalismo: o mundo é efémero, constata o poeta, o homem é fraco e a sua vontade é precária e impotente contra as forças superiores do destino. É o mar que traga de inopino a donzela amada, é a guerra e a doença que destroem as vidas ainda em botão, é a distância que separa os amantes, é o tempo que corrói as esperanças, é a experiência que contradiz o sonho belo, tudo passa e o imprevisto surpreende o homem a cada passo, anulando qualquer possibilidade de se manter a perspetiva renascentista de harmonia entre o homem e o cosmos — disso vem o desengano, a desilusão, um conceito comum neste domínio de sua obra, que o faz experimentar a amargura da morte ainda em vida. A sua mente vê-se perdida num mar de pensamentos desencontrados, chega a dizer que a vida não tem razão de ser e que tentar descobrir o seu sentido é tão inútil como perigoso, pois o pensar sobre as dificuldades da vida somente aprofunda a dor de viver e não tem o poder de salvá-lo da realidade miserável do homem. Composta após o naufrágio no Oriente, a célebre redondilha Sobre os rios que vão (também conhecida como Sôbolos rios que vão), ilustra este aspeto da obra camoniana, da qual seguem três estrofes:
| 1. "Sobre os rios que vão por Babilonia m'achei, Onde sentado chorei as lembranças de Sião, e quanto nela passei. Ali o rio corrente de meus olhos foi manado, e, tudo bem comparado, Babilónia ao mal presente, Sião ao tempo passado. | . . . | 2. "Ali lembranças contentes n'alma se representaram, e minhas cousas ausentes, se fizeram tão presentes como se nunca passaram. Ali, depois de acordado, c'o rosto banhado em água, deste sonho imaginado, vi que todo o bem passado não é gosto, mas é mágoa. | . . . | 3. "E vi que todos os danos se causavam das mudanças, e as mudanças dos anos, onde vi quantos enganos faz o tempo às esperanças. Ali vi o maior bem, quão pouco espaço que dura, o mal quão depressa vem, e quão triste estado tem quem se fia da ventura". |

#### A religião
Quanto à religião, Os Lusíadas é uma defesa intransigente do Catolicismo e um pesado ataque àqueles que não o abraçam, criticando os protestantes e principalmente os "infiéis" muçulmanos, descritos quase invariavelmente como ardilosos, enganadores e desprezíveis. Critica até países católicos como a França, por não defender com vigor a religião contra o avanço protestante, e a própria Itália, sede do papado, por considerá-la caída em vícios. Mesmo a constante presença dos deuses pagãos no poema não contradiz a sua ortodoxia, pois na época isso era considerado uma natural licença poética e assim foi entendida pelos censores eclesiásticos. O tema da religião aparece também na sua produção lírica, como ilustra o seguinte soneto:
Desce do Céu imenso, Deus benino,
Para encarnar na Virgem soberana.
"Porque desce divino em cousa humana?"
"Para subir o humano a ser Divino".

"Pois como vem tão pobre e tão minino,
Rendendo-se ao poder da mão tirana?"
"Porque vem receber morte inumana
Para pagar de Adão o desatino".

"Pois como? Adão e Eva o fruto comem
Que por seu próprio Deus lhe foi vedado?"
"Si, por que o próprio ser de deuses tomem".

"E por essa razão foi humanado?"
"Si. Porque foi com causa decretado,
Se o homem quis ser deus, que Deus seja homem".— Rimas
Aflito por insucessos amorosos, pela miséria da condição humana, chegou a amaldiçoar o dia em que nasceu em um poema carregado de pessimismo e desalento. Diante disso, para Camões a fé foi a resposta final para os "desconcertos do mundo": o derradeiro consolo está em Deus. Mesmo que a injustiça prevaleça em vida, no Céu o homem terá recompensa. Pôde ainda expressar a sua resignação e esperança dizendo que o que parece "injusto aos homens e profundo, para Deus é justo e evidente", e os que aceitam o sofrimento com paciência não incorrerão em outros castigos.

### Camões e a linguagem

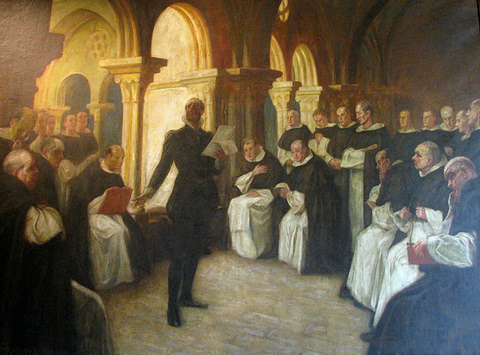
Camões lendo Os Lusíadas, por António Carneiro.

Em que pese Camões ser o grande modelo da língua portuguesa moderna, e da sua obra já ter sido extensamente estudada sob os pontos de vista estético, histórico, cultural e simbólico, de acordo com Verdelho relativamente pouco estudo tem sido feito sobre os seus aspetos filológicos, nos domínios da sintaxe, semântica, morfologia, fonética e ortografia, ainda mais que o poeta teve um papel importante para fixar e dar autoridade a uma tradição literária em português, quando na sua época o latim era uma língua altamente prestigiada para a criação literária e para a transmissão de conhecimento e cultura, e o espanhol, que sempre exerceu uma pressão, logo após a morte do poeta se tornou uma ameaça séria à sobrevivência do idioma lusitano, por conta da União Ibérica. Como pensa Hernâni Cidade, isso indica que Camões estava ciente da sua conjuntura linguística e fez uma opção deliberada pelo português, e na sua produção transparece um forte interesse linguístico, sentindo-se "uma permanente reflexão sobre a língua, uma aguda sensibilidade aos nomes das coisas, às palavras e à maneira de as usar... Em Os Lusíadas, por exemplo, várias vezes se dá notícia da estranheza perante o encontro de novas línguas".
Na escassa correspondência autógrafa que sobreviveu esse interesse está declarado explicitamente. Na Carta III ele narrou a um amigo o hábito das alcoviteiras de Lisboa, que traziam "sempre aparadas as palavras para falar com quem se preze disso, cousa que eu tenho por grande trabalho". Notou o desprezo de que o falar rústico dos camponeses era objeto e deu uma pitoresca descrição do poliglotismo que encontrou vigorando em um prostíbulo: "Deste dilúvio houveram algumas damas medo e edificaram uma torre de Babilónia, onde se acolheram; e vos certifico que são já as línguas tantas que cedo cairá, porque ali vereis mouros, judeus, castelhanos, leoneses, frades, clérigos, solteiros, moços e velhos (sic)". Na Carta II o poeta descreveu a linguagem das moças da Índia, que de tão rude lhe esfriava o ânimo romântico: "Respondem-vos uma linguagem meada de ervilhaca, que trava na garganta do entendimento, a qual vos lança água na fervura da mor quentura do mundo".
O seu linguajar literário foi sempre reconhecido como erudito; Faria e Sousa já dissera que Camões não escrevera para ignorantes. A influência do seu modelo repercutiu profundamente sobre a evolução da língua portuguesa pelos séculos seguintes, e durante muito tempo foi um padrão ensinado nas escolas e academias, mas Verdelho considera-o mais próximo da fala de comunicação quotidiana moderna em Portugal do que o português usado, por exemplo, pelos escritores lusos do Barroco ou mesmo por alguns autores contemporâneos. Para o pesquisador a linguagem de Camões mantém uma notável proximidade entre os códigos linguísticos e os códigos poéticos, dando-lhe uma transparência e legibilidade únicas, sem que isso implique um ofuscamento das suas fontes clássicas, italianas e espanholas, ou uma redução na sua complexidade e refinamento, prestando-se a elaboradas análises. Cabe notar que se deve a Camões a introdução de uma quantidade de latinismos na linguagem corrente, tais como aéreo, áureo, celeuma, diligente, diáfano, excelente, aquático, fabuloso, pálido, radiante, recíproco, hemisfério e muitos outros, prática que ampliou significativamente o léxico do seu tempo. Baião o chamou de um revolucionário em relação à língua portuguesa culta de sua geração, e Paiva analisou algumas das inovações linguísticas trazidas por Camões dizendo:
Os Lusíadas constituem um testemunho de primeira importância sobre uma mudança (linguística) em curso na época. Camões não se revela apenas como um homem do seu tempo cuja linguagem reflecte a variedade padrão, sobre a qual o corpus metalinguístico quinhentista fornece uma informação específica ao nível da consciência, da práxis escritural e da dimensão normativa. O aumento da amplitude da variação que o texto acusa não é só inerente à diversificação dos conteúdos, à pluralidade de vozes e à policromia de cambiantes. Camões ... identifica a tendência que prevalecerá no futuro, e extrai, daquilo que intui na língua, consequências detectáveis no plano da criação estética.

## Difusão e influência

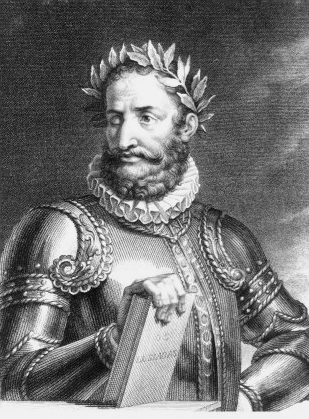
Camões como poeta laureado, por François Gérard.

De acordo com Monteiro, dos grandes poetas épicos da tradição ocidental Camões permanece o menos conhecido fora de sua terra natal e a sua obra-prima, Os Lusíadas, é a menos conhecida dos grandes poemas dessa tradição. Entretanto, desde o tempo em que viveu e ao longo dos séculos Camões foi louvado por diversos luminares não-lusófonos da cultura ocidental. Torquato Tasso, que dizia ser Camões o único rival que temia, dedicou-lhe um soneto, Baltasar Gracián elogiou a sua agudeza e engenho, no que foi seguido por Lope de Vega, Cervantes — que via Camões como o "cantor da civilização ocidental" — e Góngora. Foi uma influência sobre o trabalho de John Milton e vários outros poetas ingleses, Goethe reconheceu a sua eminência, Sir Richard Burton o considerava um mestre, Friedrich Schlegel o dizia expoente máximo da criação na poesia épica, opinando que a "perfeição" [Vollendung] da poesia Portuguesa era evidente nos seus "belos poemas", e Humboldt o tinha como um admirável pintor da natureza. August-Wilhelm Schlegel escreveu que Camões, por si só, vale uma literatura inteira.
A fama de Camões iniciou a expandir-se através de Espanha, onde teve vários admiradores desde o século XVI, aparecendo duas traduções d'Os Lusíadas em 1580, ano da morte do poeta, impressas possivelmente a mando de Filipe II de Espanha, então rei também de Portugal. No título da edição de Luis Gómez de Tápia, Camões já é citado como "famoso", e na de Benito Caldera ele foi comparado a Virgílio, e quase digno de igualar Homero. Além disso, o rei concedeu-lhe o título honorífico de "Príncipe dos poetas de Espanha", que foi impresso numa das edições. Na leitura de Bergel, Filipe estava perfeitamente a par das vantagens de usar, para os seus próprios propósitos, uma cultura já estabelecida, em vez de suprimi-la. Sendo filho de uma princesa portuguesa, não tinha interesse em anular a identidade lusa nem as suas conquistas culturais, e foi-lhe vantajoso assimilar o poeta para dentro da órbita espanhola, tanto para assegurar a sua legitimidade como soberano das coroas unidas como para engrandecer o brilho da cultura espanhola.
Logo a sua fama alcançou a Itália; Tasso chamou-o "culto e bom" e Os Lusíadas foi traduzido duas vezes em 1658, por Oliveira e Paggi. Mais tarde, associado a Tasso, tornou-se um paradigma importante no Romantismo italiano. A esta altura em Portugal já se formara um corpo de exegetas e comentadores, dando ao estudo de Camões grande profundidade. Em 1655 Os Lusíadas chega à Inglaterra na tradução de Fanshawe, mas só viria a ganhar notoriedade aí cerca de um século depois, com a publicação da versão poética de William Julius Mickle em 1776 que, embora bem sucedida, não impediu o surgimento de mais uma dezena de traduções inglesas até fins do século XIX. Chegou a França no início do século XVIII, quando Castera publicou uma tradução do épico e no prefácio não poupou elogios à sua arte. Voltaire criticou certos aspetos da obra, nomeadamente a sua falta de unidade na ação e mistura de mitologia cristã e pagã, mas também admirou as novidades que ela introduziu em relação às outras epopeias, contribuindo poderosamente para a sua difusão. Montesquieu afirmou que o poema de Camões tinha algo do charme da Odisseia e da magnificência da Eneida. Entre 1735 e 1874 surgiram nada menos do que vinte traduções francesas do livro, sem contar inúmeras segundas edições e paráfrases de alguns dos episódios mais marcantes. Em 1777 Pieterszoon traduziu Os Lusíadas para o holandês e no século XIX surgiram mais cinco outras, parciais.
Na Polónia Os Lusíadas foi traduzido em 1790 por Przybylski e, desde então, tornou-se intimamente integrado na tradição literária polonesa, tanto que, pela sua erudição, no século XIX foi um elemento indispensável na educação literária local e foi intensivamente analisado pelos críticos polacos que o viam como o melhor épico da Europa moderna. Ao mesmo tempo, a pessoa de Camões, com a sua vida atribulada e seu "génio incompreendido", tornou-se um ícone exemplar para a geração romântica e nacionalista polaca que se apropriou da sua figura, como disse Kalewska, quase como se fosse um polaco disfarçado, exercendo grande impacto na formação do nacionalismo polaco e sobre sucessivas gerações de escritores do país. Em 1782 apareceu a primeira tradução alemã, ainda que parcial. A primeira versão integral veio à luz entre 1806 e 1807, trabalho de Herse, e no final da centúria Storck traduziu as suas obras completas e ofereceu um estudo monumental: Vida e Obra de Camões, traduzido para o português por Michaëlis.
Camões foi uma das mais fortes influências sobre a formação e evolução da literatura brasileira, uma influência que começou a ser efetiva a partir do período barroco, no século XVII, como se constata pelas semelhanças entre Os Lusíadas e o primeiro épico brasileiro, a Prosopopeia, de Bento Teixeira, de 1601. As poesias de Gregório de Matos também foram muitas vezes decalcadas do modelo formal camoniano, embora o seu conteúdo e tom fossem bem outros. Mas Gregório usou paródias, colagens, citações diretas e até cópias literais de trechos de vários poemas de Camões para construir os seus. Com Gregório iniciou-se um processo de diferenciação da literatura brasileira em relação à portuguesa, mas não pôde evadir-se de, ao mesmo tempo, preservar muito da tradição camoniana. Durante o Arcadismo continuou a prática da rutura paralela à recriação e a influência d'Os Lusíadas aparece nas obras O Uraguai, de Basílio da Gama, e em Caramuru, de frei Santa Rita Durão, dos dois o mais próximo da fonte original, tanto em forma como em visão de mundo. A lírica de Cláudio Manuel da Costa e Tomás António Gonzaga também é grandemente devedora de Camões. Maria Martins Dias encontrou influência camoniana também sobre a literatura brasileira contemporânea, citando os casos de Carlos Drummond de Andrade e Haroldo de Campos.

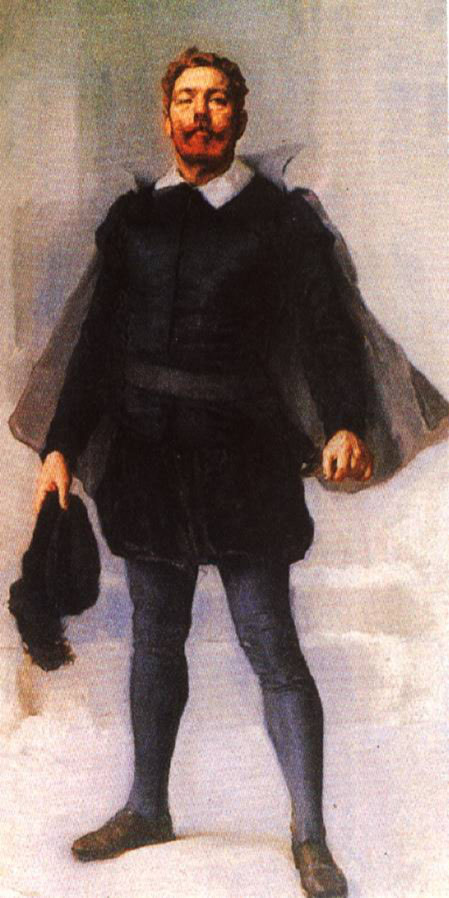
Camões em pintura de José Malhoa.

Durante o Romantismo, não só na Polónia, como foi dito, mas em vários países da Europa, Camões foi uma figura simbólica de grande destaque, popularizando-se versões da sua biografia que o retratavam como uma espécie de génio-mártir, com uma vida dificultosa e penalizado ainda mais pela ingratidão de uma pátria que não soubera reconhecer a fama que ele lhe trouxera, sublinhando-se o facto de a sua morte ocorrer no ano em que o país perdia a independência, unindo-se assim o triste destino de ambos. Na interpretação de Chaves, a recuperação romântica de Camões constituiu um mito com base tanto na sua biografia como na sua lenda, e cuja obra fundia elementos do belo imaginoso da tradição italiana com o sublime patriótico da tradição clássica, veiculando a partir do início do século XIX "uma mensagem liberal de grande dimensão humana... um recriador e um instrumento de uma importante tradição literária antiga, um herói nacional de imutável destino em que no seu mítico percurso existencial tal como na sua obra se projetaram sonhos, esperanças, sentimentos e paixões humanas".
Durante longo tempo, a maior parte da sua fama repousou apenas sobre Os Lusíadas mas, nas últimas décadas, a sua obra lírica vem recuperando a alta estima que lhe foi dedicada até ao século XVII. Curiosamente, foi na Inglaterra e nos Estados Unidos que permaneceu mais viva uma tradição, que remonta ao século XVII, de equilibrar o seu prestígio entre a épica e a lírica, incluindo entre os seus apreciadores, além dos citados Milton e Burton, também William Wordsworth, Lord Byron, Edgar Allan Poe, Henry Longfellow, Herman Melville, Emily Dickinson e especialmente Elizabeth Browning, que foi uma grande divulgadora da sua vida e obra. Foi produzida ainda muita literatura crítica sobre Camões nesses países, bem como várias traduções.
O grande interesse pela vida e obra de Camões já abriu espaço para o estabelecimento da Camonologia como uma disciplina autónoma nas universidades, oferecida desde 1924 na Faculdade de Letras de Lisboa e desde 1963 na Faculdade de Filosofia, Ciências e Letras da Universidade de São Paulo. Pelo Protocolo Adicional ao Acordo Cultural entre o Governo da República Portuguesa e o Governo da República Federativa do Brasil, em 1986 foi instituído o Prémio Camões, o maior galardão literário dedicado à literatura em língua portuguesa, concedido àqueles autores que tenham contribuído para o enriquecimento do património literário e cultural da língua. Já receberam o prémio, entre outros, Miguel Torga, João Cabral de Melo Neto, Rachel de Queiroz, Jorge Amado, José Saramago, Sophia de Mello Breyner, Lygia Fagundes Telles, António Lobo Antunes e João Ubaldo Ribeiro. Nos dias de hoje, estudado e traduzido para todas as principais línguas do ocidente e algumas orientais, é praticamente um consenso chamá-lo de um dos maiores literatos do ocidente, ombreando com Virgílio, Shakespeare, Dante, Cervantes e outros do mesmo quilate e há quem o tome como um dos maiores da história da humanidade. Reunida em Macau em 1999, a Organização Mundial de Poetas homenageou o espírito universalista de Luís de Camões, celebrando-o como um autor que ultrapassou barreiras temporais e nacionais.

### Críticas
Apesar de o mérito artístico de Camões ser largamente reconhecido, a sua obra não ficou imune a críticas. O bispo de Viseu, D. Francisco Lobo, acusou-o de jamais haver amado verdadeiramente e, por isso, ter falseado o amor através do embelezamento poético. Para o crítico, o amor "não se declara com requebros tão ponderados, e por tão afetado estilo, como ele faz tantas vezes, ou para melhor dizer, como faz em todos esses lugares em que mais pretende engrandecer-se". José Agostinho de Macedo, na sua obra em dois volumes Censura das Lusiadas, examinou o poema e expôs o que considerava serem os seus vários defeitos, nomeadamente a nível de plano e acção, mas também erros de métrica e gramática, chegando a afirmar que "Tiradas do poema as oitavas inúteis, ficava reduzido a cousa nenhuma." A seguinte passagem exemplifica bem o estilo da sua crítica: referindo-se à Oitava 14.ª («Nem deixarão meus versos esquecidos / Aqueles que nos Reinos lá da Aurora / Se fizeram por armas tão subidos...»), José Agostinho escreve: "Nesta Oit. 14.ª começa o vergonhoso bordão do—lá—que se repete com enjoo a cada página até ao fim do Poema, coisa para que os da seita Camoniana não tem sabido olhar [...] pressupondo sem exame a impecabilidade em um homem". Robert Southey comparou a Ilha dos Amores de Camões a um "bordel flutuante", acrescentando que "não há beleza que possa desculpar a licenciosidade." Hegel, embora elogiando várias qualidades d'Os Lusíadas, criticou a incongruência entre o tema nacionalista e o uso de modelos formais clássicos e italianos, além de apontar uma presença excessiva da voz pessoal do poeta, em várias passagens em que usa a primeira pessoa do singular para tecer uma variedade de comentários, interrompendo o fluxo da ação épica. Cesário Verde considerou o "desconcerto" camoniano, um modo errático de ser sujeito no mundo e de estar sujeito no mundo, carregando as penas do mundo sobre os ombros, como um desejo absurdo de sofrer. Sérgio Buarque de Holanda disse que as cores épicas com que Camões pintou os feitos lusitanos não correspondem tanto a "uma aspiração generosa e ascendente", mas espelham antes uma retrospeção melancólica da glória extinta que mais desfigurou do que fixou a verdadeira fisionomia moral dos agentes da expansão marítima.
António José Saraiva, alinhado às teses do marxismo, lamentou a falta de substância dos seus personagens, que para ele são mais estereótipos do que pessoas reais, não são heróis de carne e osso, e carecem de robustez e vigor. Também criticou que a ação fosse levada adiante sempre por esses heróis, sem que o povo português tivesse qualquer participação. Como disse, "o peito ilustre lusitano não passa de uma abstração incapaz de conjuntivar carnalmente as proezas sucessivas dos guerreiros", pois falta-lhes caracterização externa e, ao autor, uma visão histórica ampla, reduzindo a História aos feitos de armas. Completou dizendo que Camões não se distanciou suficientemente do ideal cavaleiresco para poder criticá-lo, "o que o coloca na situação de aparecer um pouco como um Quixote que faz literatura como o outro investia (contra) os gigantes", atestando o seu desajuste em relação à sua época e caindo em contradições ideológicas. Na mesma linha de ideias, Helgerson viu Os Lusíadas como uma reafirmação dos valores da aristocracia, atribuindo os méritos da nação a uma só classe social, e considerou o tratamento épico inconsistente com os objetivos gerais da exploração marítima portuguesa, que eram em grande parte puramente comerciais, gerando contradições internas no terreno ideológico e distorcendo os factos históricos.
Vários outros autores têm considerado Os Lusíadas como uma peça de propaganda e uma ilustração do desenvolvimento do colonialismo português, mostrando como os encontros interculturais eram resolvidos excessivas vezes de forma agressiva e predatória, e produzindo um discurso que glorificava os portugueses como divinamente escolhidos e fomentava a violência do imperialismo religioso da Contra-Reforma de que eles eram instrumento ativo, como fica patente na reiterada condenação dos mouros pela voz de Camões. Dizem esses autores que a mitologia de supremacia consagrada por Camões, ao ser usada pelo Estado português, teve consequências funestas para todas as colónias lusas, não somente naquela época, mas de longo prazo, que são visíveis ainda em tempos recentes, em particular na opressiva política oficial para as colónias africanas que vigorou durante a ditadura de Salazar no século XX. Sintetizando essas visões, Anthony Soares disse que em Os Lusíadas a violência do discurso "pavimentou o caminho para a violência física sobre a qual se criou a identidade do império colonial português", problematizando também o futuro da identidade nacional portuguesa moderna. Naturalmente, a literatura autóctone das colónias do Império Português não pôde em seu início deixar de alinhar-se a esse ideário, mas, como assinalou Eduardo Romo, a produção pós-colonial tem sido marcada pelo esforço de se diferenciar nitidamente em relação ao modelo cultural da metrópole e narrar as lutas pela independência, em busca de uma identidade própria para estas novas nações. Ainda dentro da esfera dos discursos hegemónicos, a obra de Camões foi vista por críticos feministas como um elemento de perpetuação de ideologias falocráticas. O autor sul-africano Stephen Gray alega que a figura de Adamastor, o titã que n'Os Lusíadas é a personificação do Cabo das Tormentas, está na raiz de uma mitologia racista sobre a qual assenta a supremacia branca na África do Sul. Por outro lado, Camões foi defendido desses ataques por vários escritores, que dizem que o significado do seu épico pode variar muito de acordo com a interpretação pessoal, que o autor na mesma obra expressou as suas dúvidas sobre a conquista e que Camões não pode ser culpado por ter sido erigido em símbolo da sua pátria e usado como instrumento político.

### Símbolo nacional português

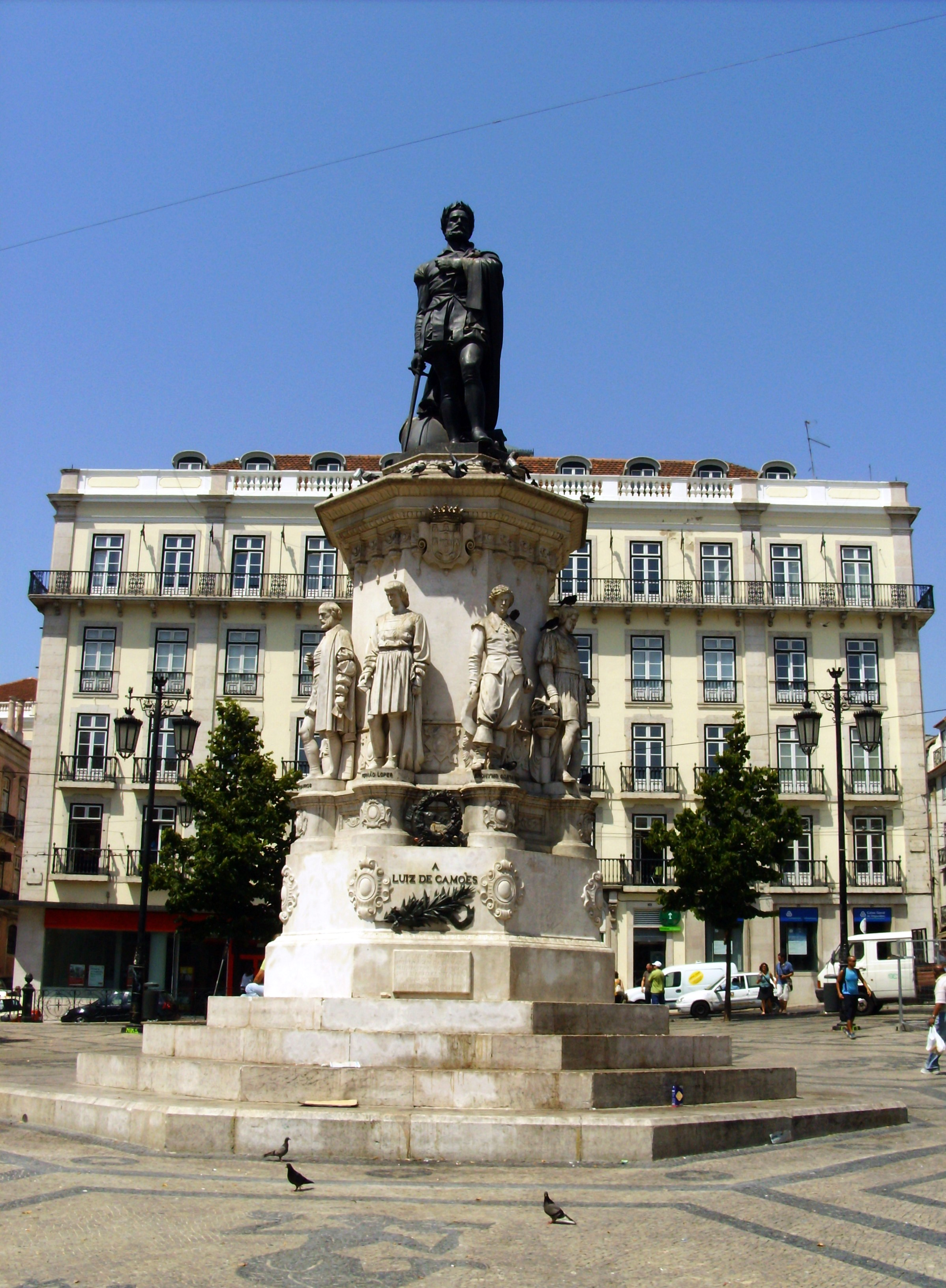
Monumento ao poeta na Praça de Luís de Camões, no Bairro Alto, em Lisboa.

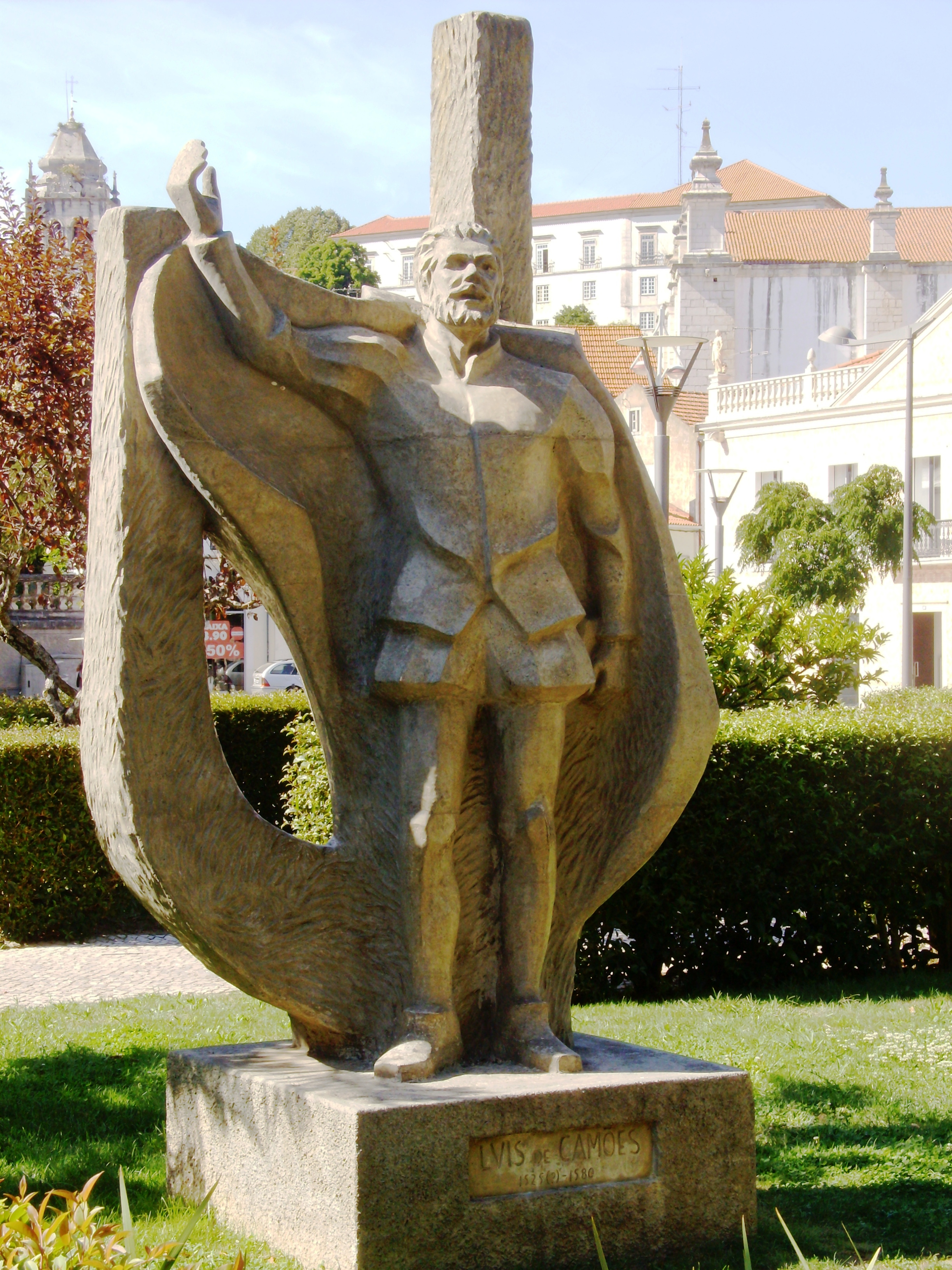
Monumento ao poeta no Jardim Luís de Camões, Leiria

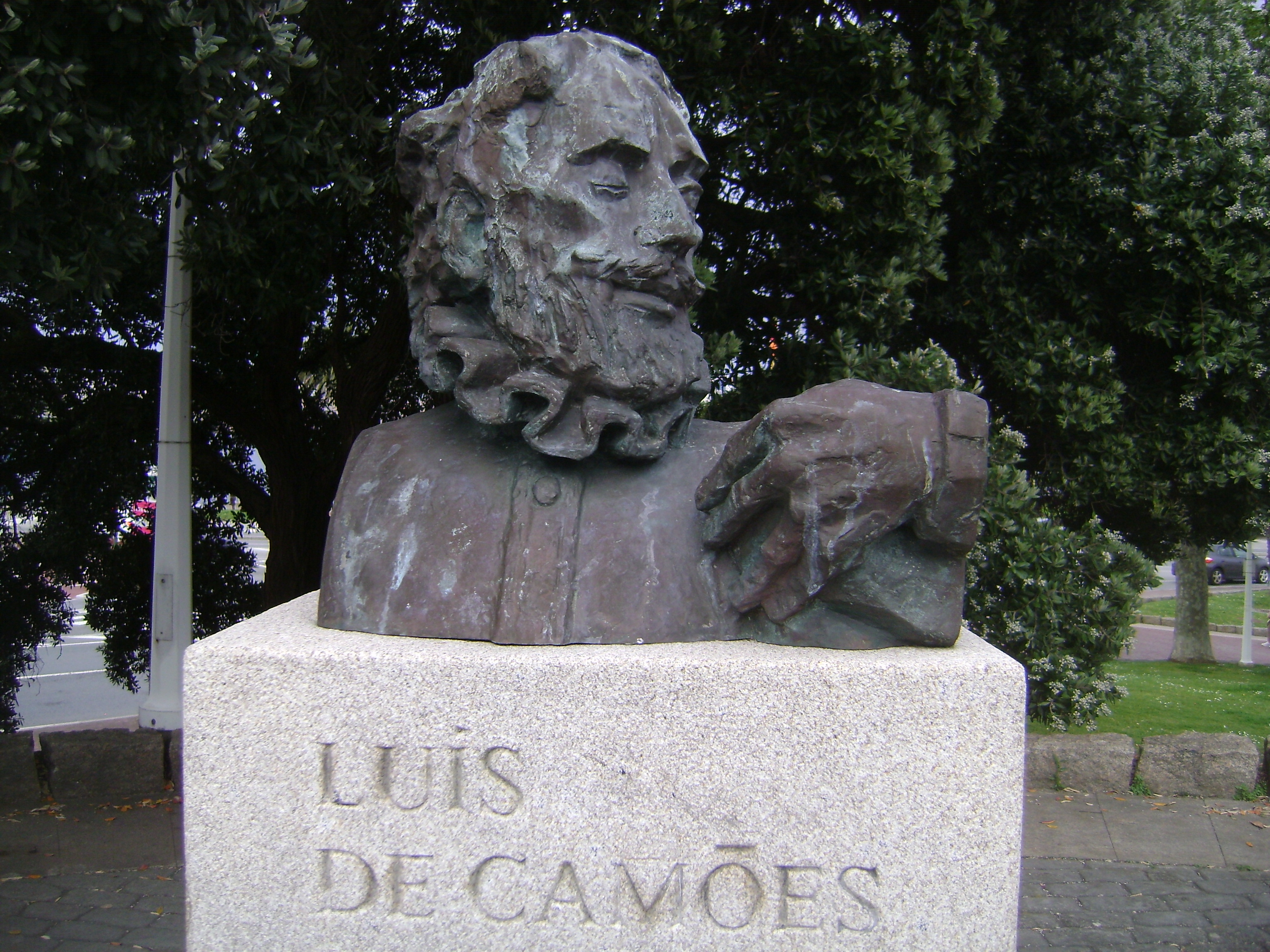
Busto de Camões na praça de Portugal da Corunha, Galiza, (Espanha).

A identificação de Camões e da sua obra como símbolos da nação portuguesa parece datar, como acredita Vanda Anastácio, do início da monarquia dual de Filipe II de Espanha, pois aparentemente o monarca entendeu que seria de interesse prestigiá-los como parte de sua política para assegurar a legitimidade do seu reinado sobre os portugueses, o que justifica a sua ordem de imprimir duas traduções em castelhano de Os Lusíadas em 1580, pelas universidades de Salamanca e Alcalá de Henares, e sem as submeter à censura eclesiástica. Mas Camões tornou-se especialmente importante em Portugal no século XIX, quando, conforme afirmaram Lourenço, Freeland, Souza e outros autores, Os Lusíadas sofreu um processo de releitura e mitificação por alguns dos expoentes do Romantismo local, como Almeida Garrett, Antero de Quental e Oliveira Martins, que o colocaram como um símbolo da história e do destino que estaria reservado ao país. Até mesmo a biografia do poeta foi readaptada e romantizada para servir aos seus interesses, introduzindo-se uma nota messiânica a seu respeito no imaginário popular da época. Os objetivos principais desse movimento eram compensar o saudosismo dos tempos de glória e a perceção então prevalente de Portugal como uma periferia pouco significativa da Europa, e dar à sua história um sentido mais positivo, abrindo-lhe novas perspetivas de futuro.
Essa tendência atingiu um ponto alto por ocasião das comemorações do tricentenário da morte do poeta, realizadas entre 8 e 10 de junho de 1880. Num momento de crise por que Portugal passava, quando se questionava a legitimidade da monarquia e se ouviam fortes reivindicações pela democracia, a figura do poeta tornou-se um foco para a causa política e um motivo para reafirmações do valor português contra um pano de fundo ideológico positivista, agregando diferentes segmentos da sociedade, como foi sintetizado nas notícias dos jornais: "O Centenário de Camões neste momento histórico, e nesta crise dos espíritos tem a significação de uma revivescência nacional"... "É sublime o acordo entre as conclusões científicas das mais elevadas inteligências da Europa e a intuição da alma popular que encontram em Camões o representante duma literatura inteira e a síntese da nacionalidade"... "Todas as forças vivas da nação se aliavam nesse grande preito à memória do homem cuja alma foi a síntese grandiosa da alma portuguesa". Sugestivamente, o comité organizador das festividades intitulou-se "Comité de Salvação Pública". Diversos estudos críticos vieram a luz no momento, incluindo estrangeiros, e a festa nas ruas atraiu enorme público. O tricentenário foi comemorado no Brasil com entusiasmo semelhante, com publicação de estudos e cerimónias em muitas cidades, transbordando os círculos intelectuais, e tornou-se um pretexto para um estreitamento das relações entre os dois países. Em vários outros países a data foi noticiada e comemorada.
Durante o Estado Novo essa ideologia não foi muito modificada na essência, mas sim na forma de interpretação. O vate e a sua obra-prima tornaram-se instrumentos propagandísticos de consolidação do Estado e passou-se a divulgar então uma ideia de que Camões era não apenas um símbolo nacional, mas um símbolo cujo significado era tão particular à sensibilidade portuguesa que só poderia ser compreendido pelos próprios portugueses. A ironia é que esta abordagem gerou efeitos contrários imprevistos, e aquele mesmo estado, especialmente após a Segunda Guerra Mundial, queixava-se de que a comunidade internacional não entendia Portugal.
Três anos depois da Revolução de abril de 1974 Camões foi associado publicamente às comunidades portuguesas de além-mar, tornando-se a data de sua morte o "Dia de Portugal, de Camões e das Comunidades Portuguesas", no intuito de dissolver a imagem de Portugal como um país colonizador e se criar um novo senso de identidade nacional que englobasse os muitos emigrantes portugueses espalhados pelo mundo. Essa nova ideologia foi reafirmada nos anos 80 com a publicação de Camões e a Identidade Nacional, um volume elaborado pela Imprensa Nacional contendo declarações de importantes figuras públicas da nação. A sua condição de símbolo nacional permanece nos dias de hoje, e outra evidência do seu poder como tal foi a transformação, em 1992, do Instituto de Língua e Cultura Portuguesa em Instituto Camões, que passou da administração do Ministério da Educação para a do Ministério dos Negócios Estrangeiros.
Tendo influenciado a evolução da literatura portuguesa desde o século XVII, Camões continua a ser uma referência para muitos escritores contemporâneos, tanto em termos de forma e conteúdo como se tornando ele mesmo um personagem em outras produções literárias e dramatúrgicas. Vasco Graça Moura considera-o o maior vulto de toda a história portuguesa, por ter sido o fundador da língua portuguesa moderna, por ter como ninguém compreendido as grandes tendências do seu tempo, e por ter conseguido dar forma, através da palavra, a um senso de identidade nacional e erguer-se à condição de símbolo dessa identidade, transmitindo uma mensagem que se mantém viva e atual. E como afirmou Iolanda Ramos,
"O nome do poeta surge como um símbolo da união do mundo lusófono. Nesta medida, ganha lugar de destaque a acção exercida pelo Instituto Camões que, em Portugal tal como no estrangeiro, mantém vivo o nome desta figura ímpar e sublinha o elo que a une a outras personalidades nossas contemporâneas. O simples vínculo do nome de Camões a autores consagrados da língua portuguesa, como Miguel Torga, Vergílio Ferreira, José Saramago, Eduardo Lourenço e Sophia de Mello Breyner Andresen incentiva, por sua vez, os mais curiosos a informarem-se sobre o poeta que dá nome ao Prémio (Prémio Camões) outorgado todos os anos desde 1989".